# Харьковский политехнический институт
Национальный технический университет «Харьковский политехнический институт» (укр. Національний технічний університет «Харківський політехнічний інститут») — высшее техническое учебное заведение в городе Харькове, основан в 1885 году академиком В. Л. Кирпичёвым по «менделеевской» программе российских технологических институтов. Второй технологический институт в Российской империи после Санкт-Петербургского. Также второй по времени открытия технологический институт на территории Украины после Львовской технической академии (1844).
В университете обучаются более 20 тысяч студентов.

## История

### Харьковский практический технологический институт

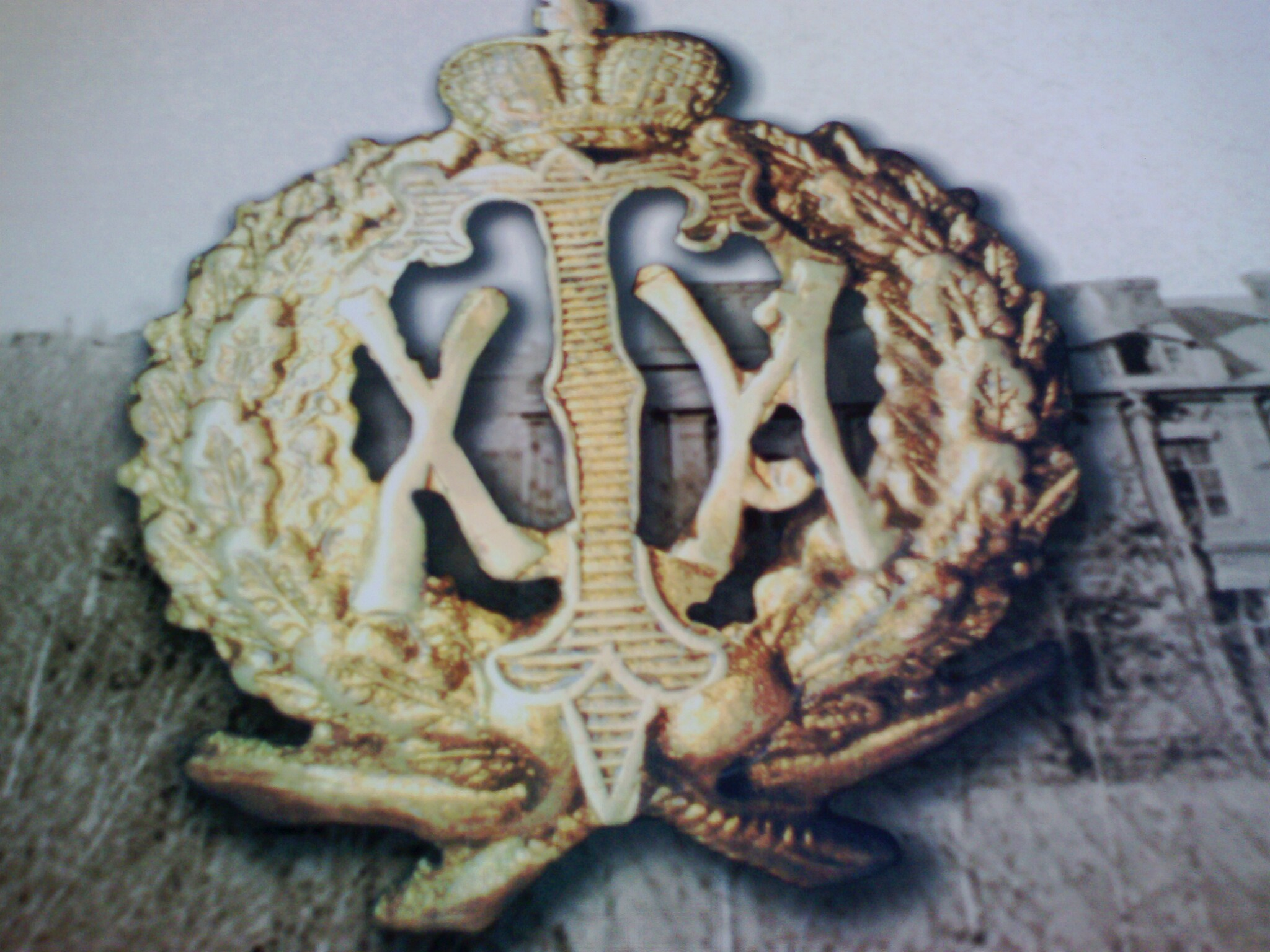
Вензель Харьковского технологического института

Харьковский практический технологический институт — первый технический вуз в украинских губерниях Российской империи и второй технологический институт империи.
Институт торжественно открыт 15 сентября 1885 года как практический технологический институт с двумя отделениями — механическим и химическим, на которые принималось всего 125 человек. Организатором и первым директором института был известный учёный в области механики и сопротивления материалов, заслуженный профессор В. Л. Кирпичёв.
На момент открытия в институте планировалось по штату 17 преподавателей: 10 профессоров и 7 адъюнкт-профессоров. Реально на 1885 г. работали 5 преподавателей, с января 1886 года — шесть.

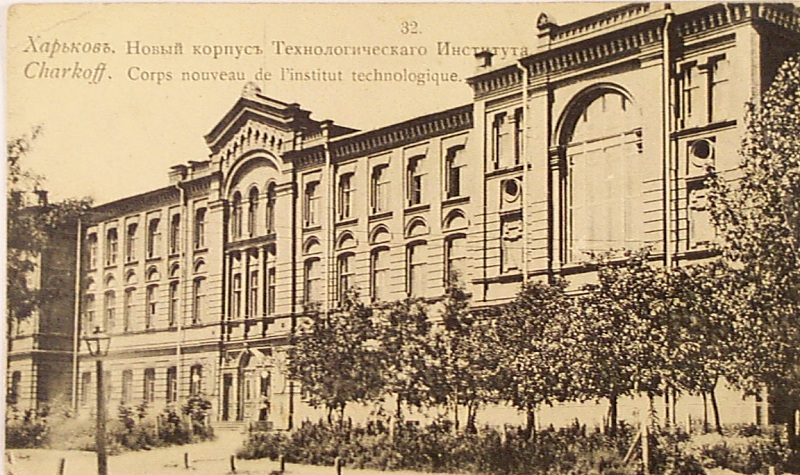
Харьковский технологический институт, конец XIX века

В 1898 году ХПТИ в связи с углублением теоретического образования переименован в технологический институт императора Александра III. Все здания института построены до революции в «краснокирпичном стиле».

### Советское время
В 1921 году при институте был открыт первый на Украине рабочий факультет, а в 1923 году по просьбе студентов, преподавателей и сотрудников института, ему было присвоено имя В. И. Ленина. В 1929 году технологический институт им. В. И. Ленина преобразуется в политехнический институт имени Ленина.
В 1930 году на базе отдельных факультетов института было создано пять самостоятельных вузов: механико-машиностроительный (в 1949 г. объединён с институтом), электротехнический (объединён), химико-технологический (также объединён), инженерно-строительный (ХИСИ), авиационный (ХАИ), ХАДИ.
В годы Великой Отечественной войны свыше трёх тысяч преподавателей, студентов и сотрудников институтов ушли в ряды РККА. В эвакуации (г. Красноуфимск и г. Чирчик) институт не только продолжал подготовку инженерных кадров, но и решал серьёзные научные проблемы, связанные с укреплением обороноспособности страны. Так Носков Б. А. (впоследствии — профессор) в годы войны работал главным металлургом завода. За разработку стали для танка Т-34 он был удостоен в составе творческого коллектива Государственной премии СССР, которую внёс в фонд обороны. Доцент ХММИ С. Ф. Василенко стал генерал-майором.
На базе четырёх вузов в 1949 году механико-машиностроительный, химико-технологический, электротехнический и институт цементной промышленности были объединены и на их основе восстановлен политехнический институт им. В. И. Ленина. Ректором был назначен Семко М. Ф., доктор технических наук, профессор, Герой Социалистического Труда, проработавший 30 лет бессменным ректором ХПИ.
За годы Советской власти институт подготовил свыше 120 тысяч специалистов (до революции — 2400). Многие выпускники института стали Героями Советского Союза и Социалистического Труда, видными учеными и государственными деятелями, лауреатами Ленинской и Государственной премий.
НТУ «ХПИ» награждён тремя орденами: Ленина (1967), Октябрьской революции (1985), вьетнамским орденом «Дружба» (1978).

### Независимая Украина
В апреле 1994 года Кабинет Министров Украины присвоил Харьковскому политехническому институту статус Государственного политехнического университета.
В 2000 году указом Президента Украины ХГПУ предоставлен статус Национального (НТУ «ХПИ»).
НТУ «ХПИ» аккредитован по высшему IV уровню, осуществляет подготовку специалистов по 73 специальностям на дневной и по 40 на заочной форме обучения.
НТУ «ХПИ» имеет высочайшие в Восточной и Южной Украине объёмы лицензированного приема (4377 мест по дневной форме обучения, свыше 4104 мест по заочной форме обучения) и госзаказ (в 2002 году — 1920 мест на дневному, 220 — на заочном отделении).
В университете действует 21 факультет дневной формы обучения, заочный факультет, факультет довузовской подготовки, центр подготовки иностранных граждан, межотраслевой институт повышения квалификации, три научно-исследовательских и проектно-конструкторских института.
В состав НТУ «ХПИ» входят гвардейский Институт танковых войск имени Верховной Рады Украины и Харьковский компьютерно-технологический колледж (до 2011 года — Станкоинструментальный техникум).
Университет укомплектован профессорско-преподавательским составом, который составляет около 1300 чел. Среди них — 160 докторов наук, профессоров, 760 доцентов, кандидатов наук.

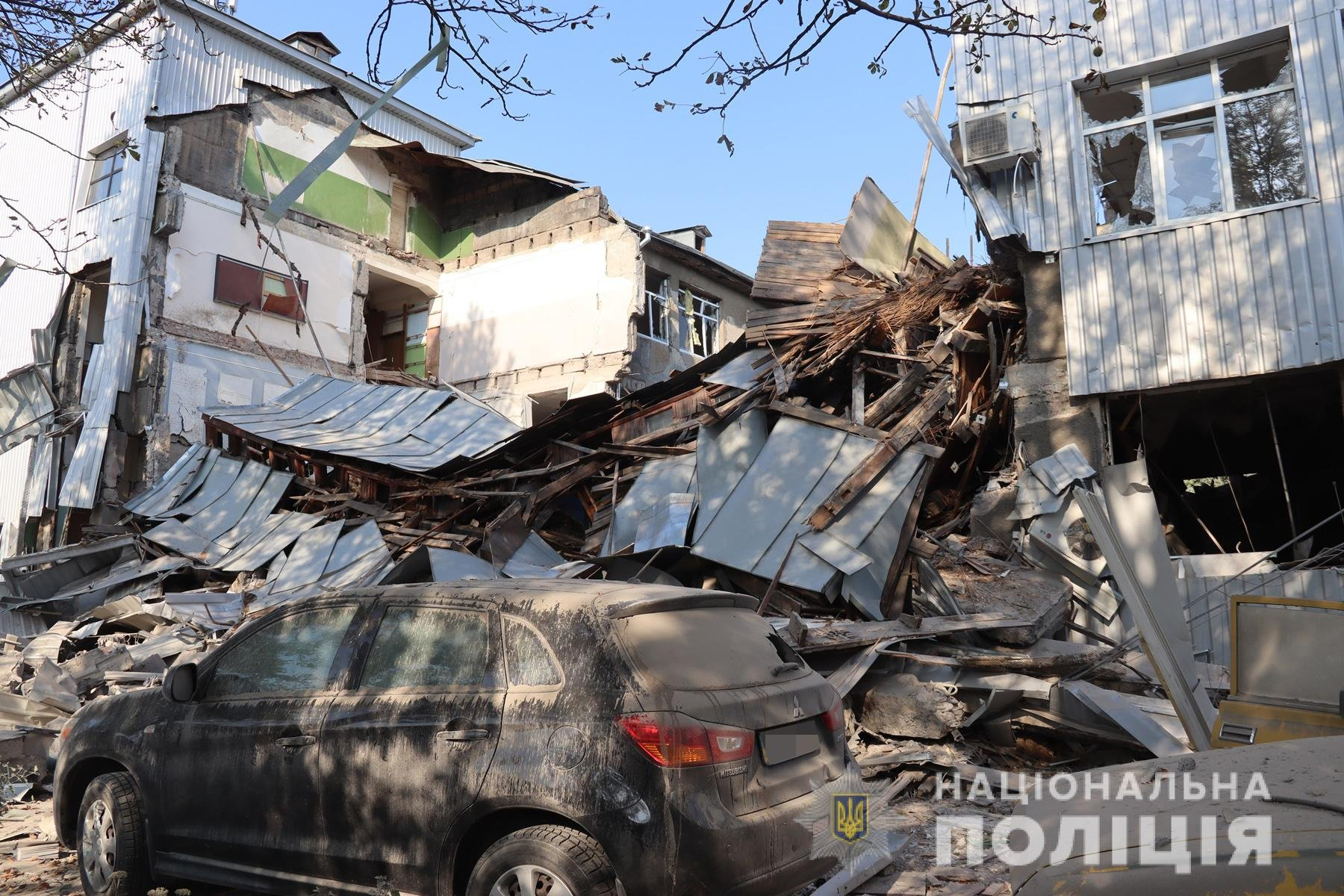
Корпус после российского ракетного обстрела в 2022 году

В 2022 году обстрелами Харькова при вторжении России на Украину были разрушены спорткомплекс института (24 июня) и один из корпусов (19 августа).

## Корпуса
Институт состоит из около двадцати корпусов. Большая их часть сосредоточены компактно — по линии станций метро Пушкинская и Архитектора Бекетова. Корпуса резко разделяются по времени постройки — старые корпуса строились, как правило, в XIX веке, и функционировали с самого момента основания института. Эти корпуса построены из красного фигурного кирпича и имеют большую архитектурную и даже историческую ценность.
Новые корпуса строились в советскую эпоху и по габаритам соответствуют бетонным домам, построенным в то же время. Время их постройки — 1960—1980-е годы.

### У-1

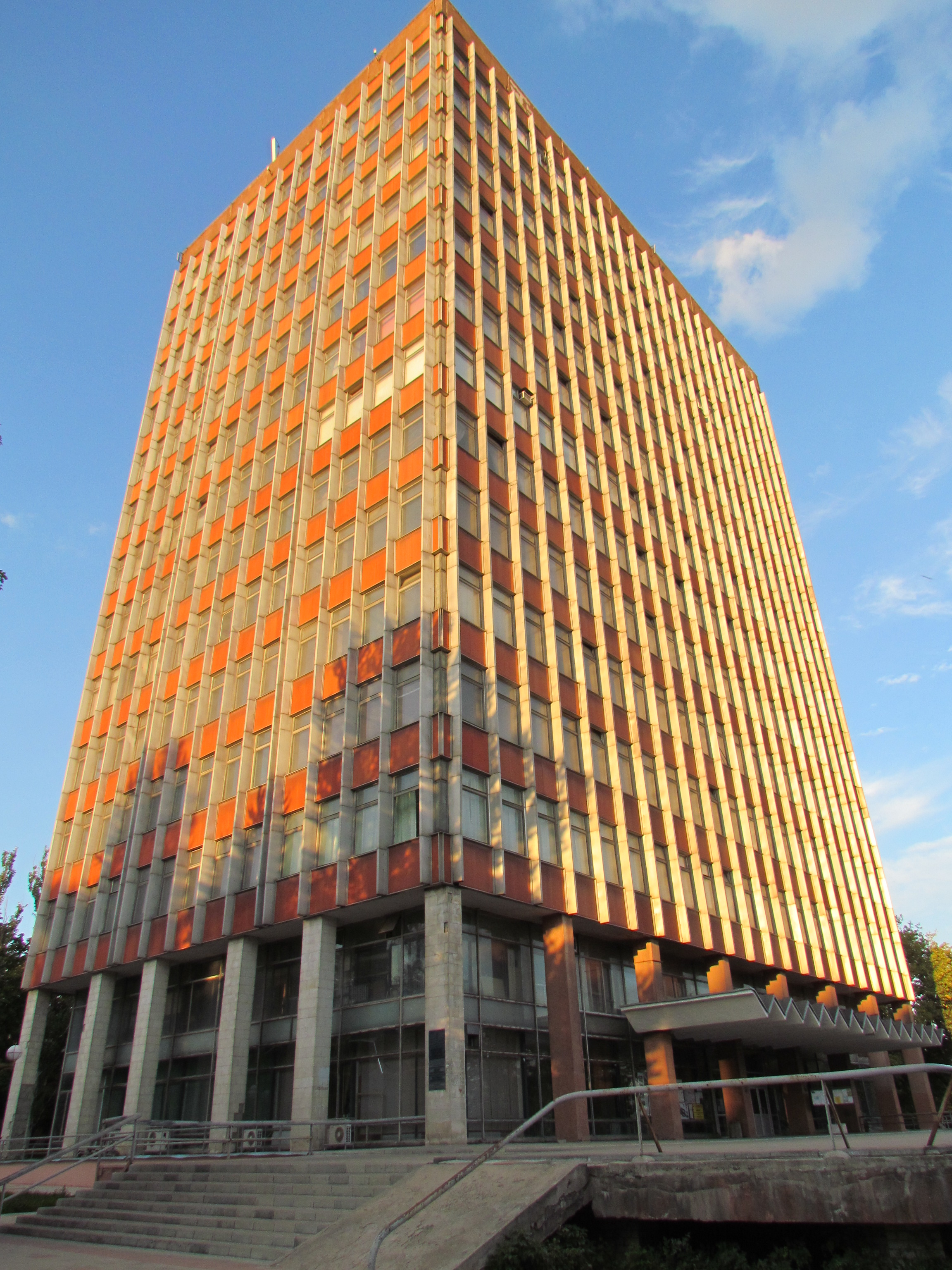
Корпус У-1

У-1 — самый высокий корпус института и один из самых больших. Имеет прямоугольную форму в основании, доминирующая окраска — красная. Он имеет значительную площадь остекления. Корпус является не только самым высоким в институте, но и одним из высочайших зданий города, к тому же он расположен на возвышенности. С этого корпуса видна значительная часть города — весь Нагорный район и прилегающие соседние, Холодная гора, Салтовка, Новые Дома. Корпус был сдан в эксплуатацию в 1974 году. В нём функционирует шесть лифтов, из них два — скоростные, которые включаются за 10 минут до начала лекции и отключаются с началом. Также в корпусе есть две лестницы. В корпусе расположен институт экономики, маркетинга и международного бизнеса, множество кафедр и аудиторий.
Год постройки здания — 1974; высота — 65 м; количество этажей — 14.

### У-2

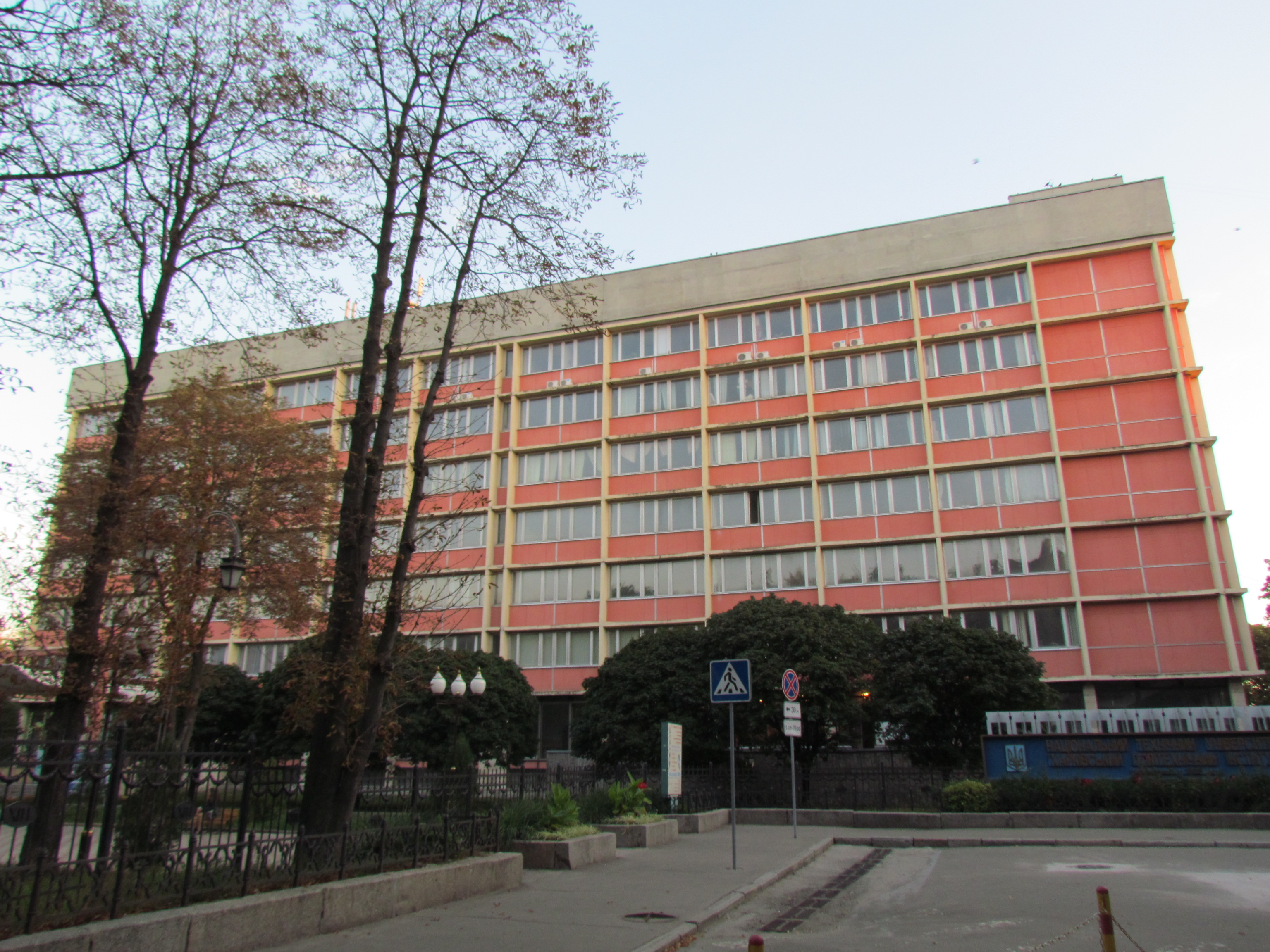
Корпус У-2 (учебный — 2) — второй по высоте корпус (7 этажей). Несмотря на то, что корпус напоминает внешне обычный панельный жилой дом, его действительное строение намного сложнее

У-2 — второй по высоте (после У-1) и самый большой по размерам корпус института. Как и У-1, является зданием, сооружённым в период массового строительства сооружений по типовым проектам. Форма у корпуса прямоугольная. Корпус связан подземным переходом с физическим корпусом. Архитектурное решение более оригинальное, чем в У-1, например, лестницы вымощены мрамором. Как и в У-1, в корпусе имеется 4 лифта. Корпус имеет цокольный этаж, на котором проводятся полноценные занятия, и с учётом этого этажа корпус имеет восемь этажей. В У-1 тоже есть подвал, но в отличие от У-2, в нём организован склад и там занятия не проводятся.
В корпусе находится кафедры общей и экспериментальной физики, систем автоматизированного управления и другие, приёмная комиссия университета, редакции университетских газет, буфет. Техническое состояние корпуса сравнительно высокое. В корпусе расположено и одно из отделений местной интернет-сети.
Год постройки здания — 1982; высота — до 34 м; количество этажей — 7.

### ГАК

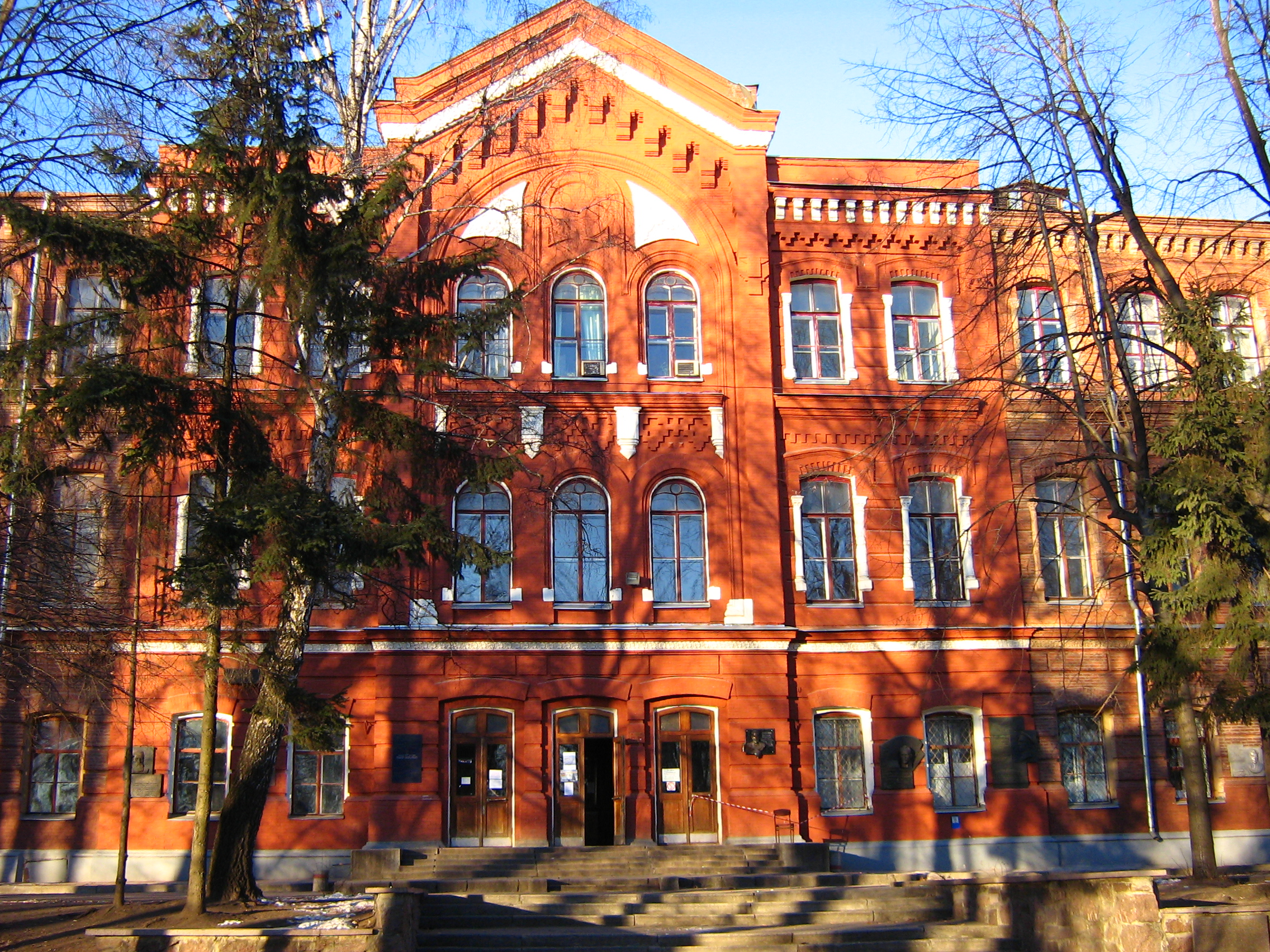
Центральная часть ГАК — главного аудиторного корпуса, одного из старейших корпусов

ГАК (Главный аудиторный корпус) — самый большой из старых корпусов института. Корпус выполнен из кирпича, а время его строительства — 1870-е годы. Архитектор — Р. Р. фон Генрихсен. В корпусе расположен ряд кафедр, деканатов и разных помещений. Форма корпуса — прямоугольная, корпус имеет два внутренних дворика. Также в корпусе находится библиотека института, читательский зал, а также большой подвал. Архитектурной особенностью корпуса являются архитектурно оформленные лестницы. Этажность корпуса малая, однако высота этажей велика (4,5 метров).
Длительное время ГАК был (до строительства высотных У-1 и У-2) главным корпусом института ХПИ (ранее Харьковского технического института). За период долгого существования корпуса (свыше 100 лет) в корпусе работало много известных людей, ныне в честь их перед входом в корпус висят мемориальные доски. Также перед корпусом расположен памятник в честь погибших в годы ВОВ. Сам корпус примечателен наличием в нём различных картин о жизни института в разные эпохи, а также стенд памяти героев Великой Отечественной войны на втором этаже.
Снаружи корпус богато украшен архитектурными формами. Из ГАКа имеется прямой переход в новое здание библиотеки.
Год постройки здания — 1885; высота — 17 м; количество этажей — 3.

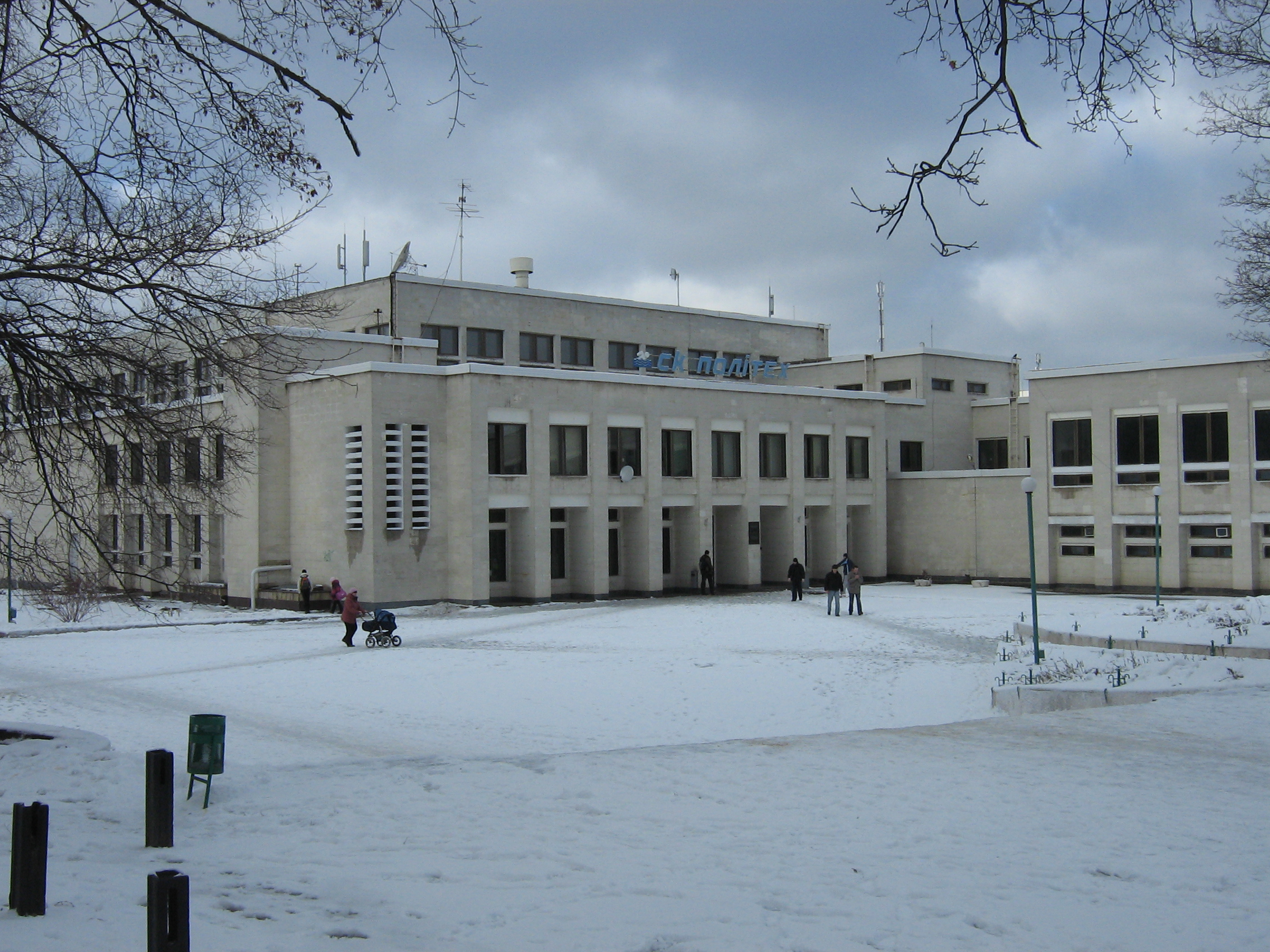
Большой Дворец спорта ХПИ в Молодёжном парке

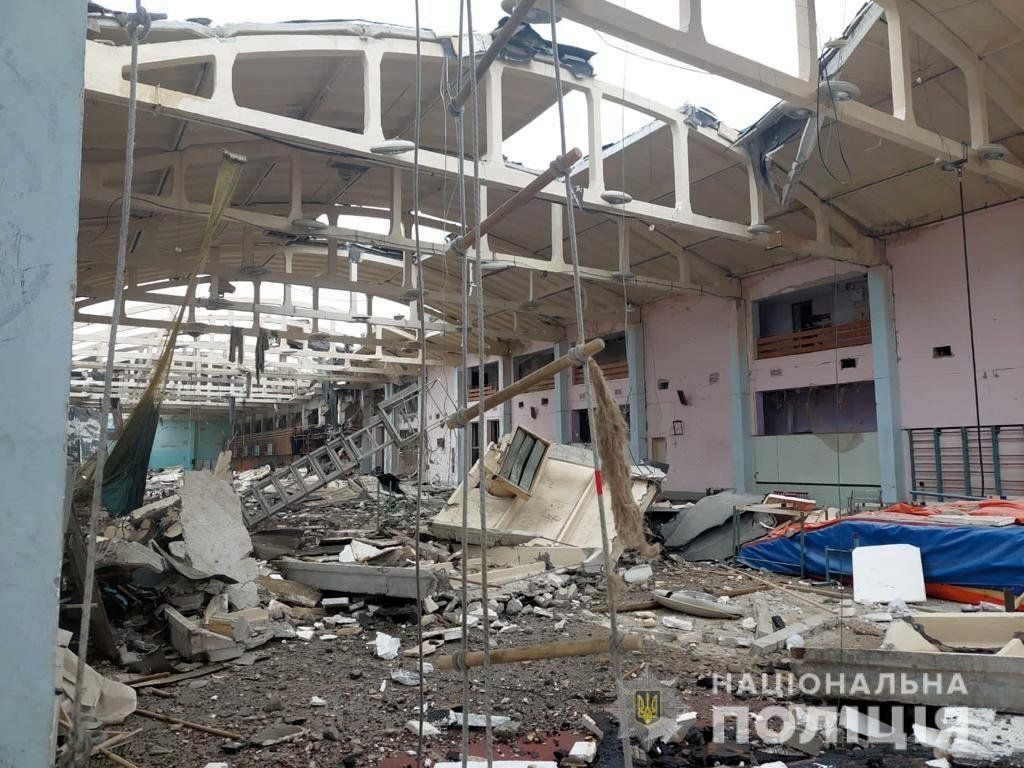
Спорткомплекс, разрушенный российским ракетным ударом в ночь на 24 июня 2022 года в ходе вторжения России на Украину

### Дворец спорта НТУ «ХПИ»
Дворец спорта ХПИ — сооружение (стиль необрутализм), расположенное вне основной группы корпусов; а именно в Молодёжном парке (недалеко от метро Пушкинской, но в другом направлении от остальных корпусов). Построен из бетонных блоков, и является новым корпусом, построенным в 1980-е годы на месте старого городского кладбища.
Спорткомплекс имеет множество помещений, залов и спортивных объектов. В нём проводятся самые различные соревнования между вузами Украины, между факультетами университета. Это одно из лучших спортивных зданий в городе. Также в нём проходят занятия по физкультуре. Спорткомплекс оборудован современными раздевалками, и является одним из лучших зданий института, а также он является третьим по размеру корпусом института после У-2.
Форма корпуса достаточно разнообразная, конкретную форму зданию сложно присвоить. При входе в корпус находятся две полки с наградами, которые завоевал институт в различные годы.
В ночь на 24 июня 2022 года был разрушен российским ракетным ударом.
Годы постройки здания — 1985—1991 годы.; высота — 16 м; количество этажей — 3.

### Радиокорпус

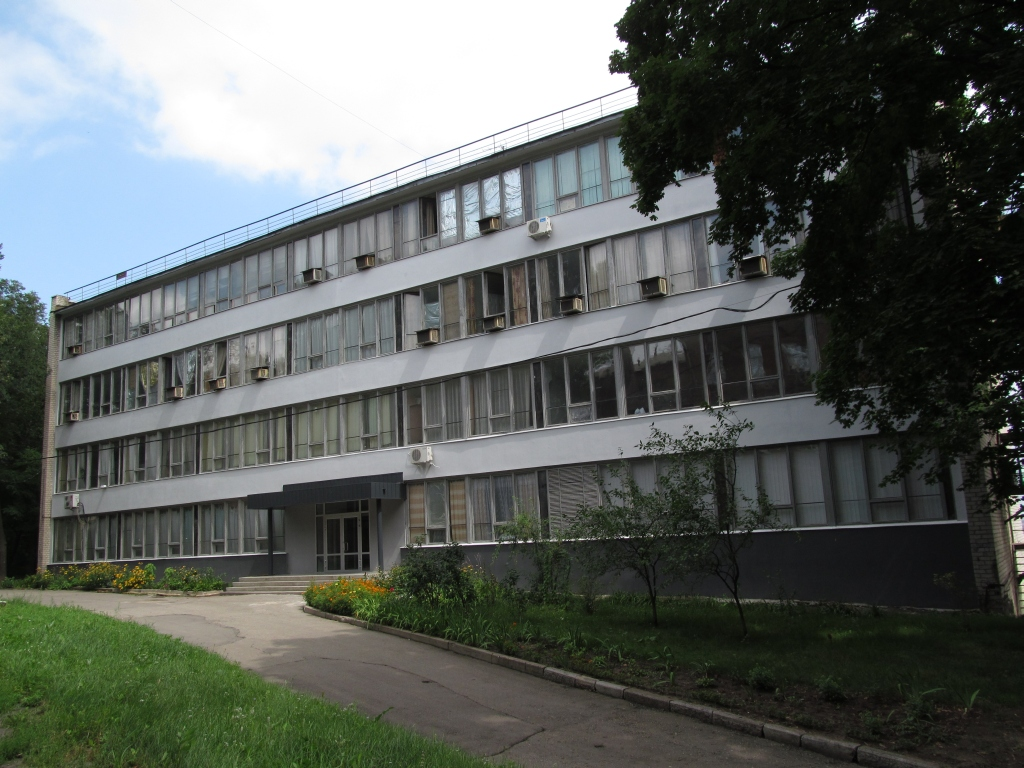
Радиокорпус НТУ «ХПИ». Здесь расположена кафедра «Радиоэлектроника» и Институт ионосферы

Радиокорпус (разг), истинное название — Центр интегрированных технологий НТУ «ХПИ» — четырёхэтажное бетонное здание, один из «новых корпусов» института. В этом относительно небольшом здании находятся различные лаборатории и оборудование, компьютерные классы. Окна нижнего этажа корпуса защищены решётками. В корпусе есть и подвальный этаж, с его учётом корпус пятиэтажный. Корпус имеет и грузовой лифт, предназначенный для перевозки грузов, а перемещения между этажами осуществляются на обширной панорамной лестнице. Самый малоэтажный корпус из построенных в советские годы эпохи 1960—1970-х годов. В корпусе 3 и 4 этажи занимает научно-исследовательский институт — Институт ионосферы НАН и МОН Украины, а подвал — кафедра колёсной и гусеничной техники.
Годы постройки здания — 1960—1970-е; высота — 16 м; количество этажей — 4.

### Химкорпус

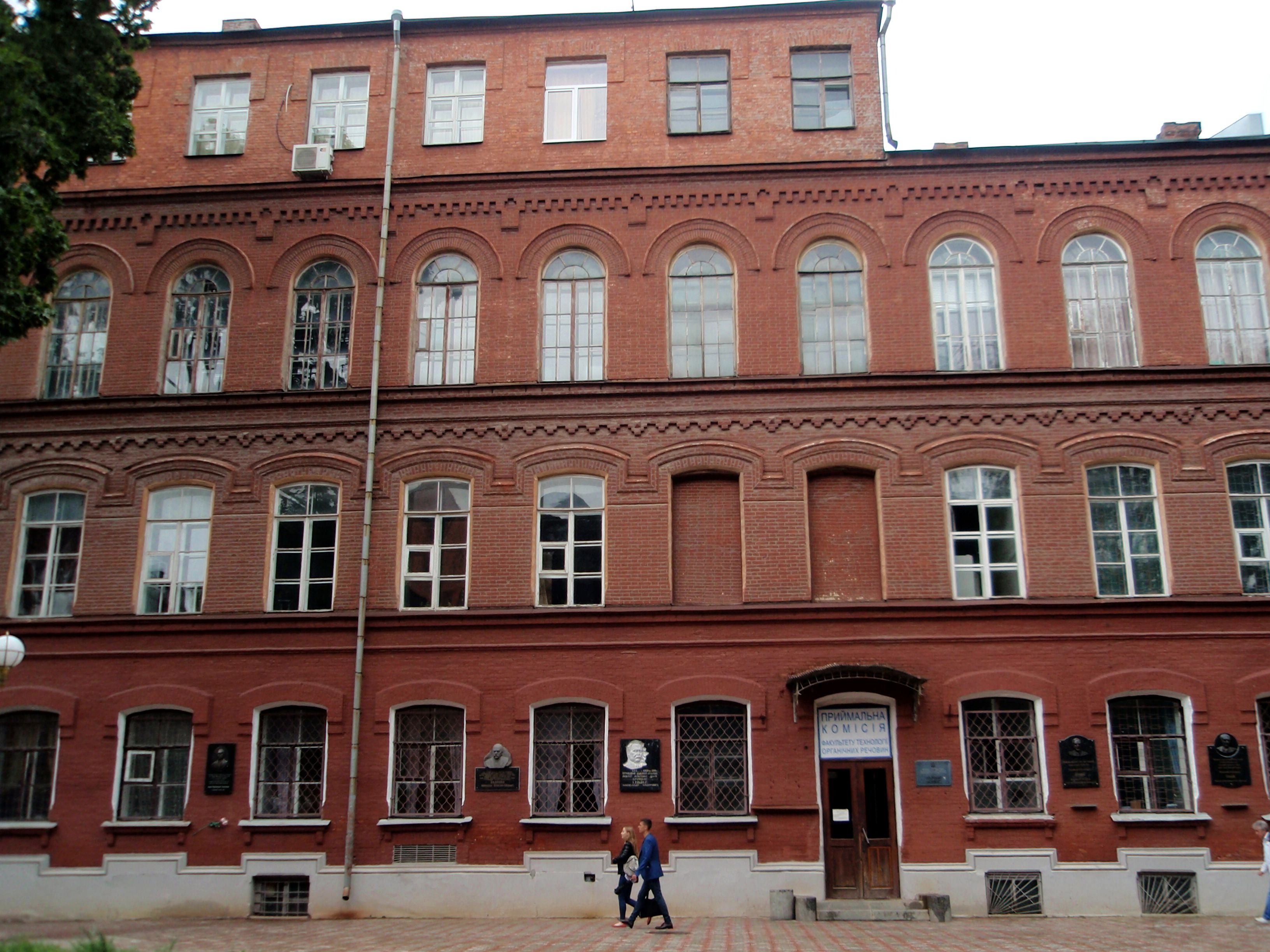
Химический корпус — один из старейших в институте

Химкорпус — второй по размерам и значимости старый корпус института. Подобно ГАКу, он построен из кирпича, а время его строительства — 1870-е годы. Архитектор — Р. Р. фон Генрихсен. Корпус также является одним из старейших корпусов института. В корпусе находится большинство химических лабораторий и расположен деканат технологии органических веществ. Корпус имеет подобно ГАКу квадратную форму и имеет в центре внутренний двор, но всё же корпус несколько меньше, чем ГАК. В корпусе (на 3-м этаже) находится Большая химическая аудитория (БХА), которая является одной из крупнейших аудиторий института. В ней в 1941 году была штаб-квартира Ильи Старинова, военного минёра и инженера. Также корпус имеет два входа — наружный и внутренний. Достройка двух этажей к корпусу изрядно попортила его внешний вид.
Год постройки здания — 1877; высота — 18 м; количество этажей — 3—4.

### Электрокорпус

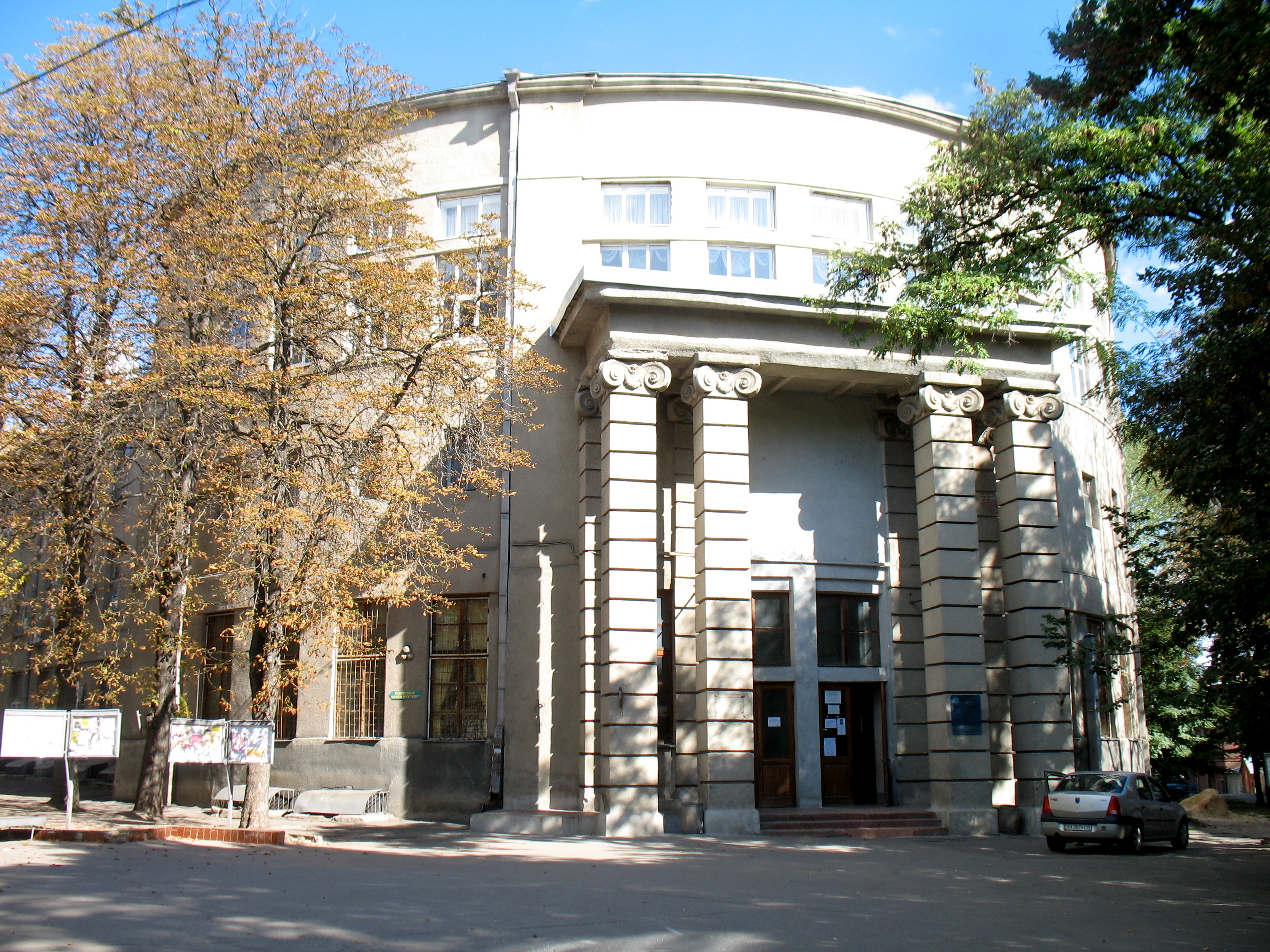
Электрокорпус ХПИ — один из самых многолюдных корпусов института

Электрокорпус — некоторое время был отдельным Электротехническим институтом, выделенным из ХТИ. Построен по проекту А. Н. Бекетова в 1930-е годы и является примером архитектуры конструктивизма. В корпусе расположены технические кафедры и деканаты. Корпус является одним из самых протяжённых в институте, имеет несколько входов и выходов (помимо главного). В корпусе находится самая большая в ХПИ аудитория (214ЭК). Главный вход в корпус архитектурно оформлен в виде колоннады при восстановлении после Великой Отечественной войны в стиле сталинского ампира.
Корпус играет важную роль в жизни института, вблизи него (или перед памятником) проводятся различные мероприятия, перед картой электрификации прощаются с профессорами, кроме этого, в корпусе находится опытный завод «Молния». После реструктуризации университета в 2018 году в этом здании расположилась приёмная комиссия и руководство учебно-научного института энергетики, электроники и электромеханики.

### Дворец студентов ХПИ
Дворец студентов ХПИ — подразделение НТУ «ХПИ», расположенное в одном из корпусов студенческого городка «Гигант» и выполняющее функцию главного культурного центра вуза. На базе Дворца студентов занимаются 24 творческих коллектива, а также проводится почти 200 культурно-массовых ежегодных мероприятий. Имеет зрительный зал на 1200 мест. Выступления во Дворце многим участникам открыли дорогу в профессиональное искусство, например, Аркадию Инину, Гарию Черняховскому, Владимиру Фокину, Ирине Борисовой и другим.

## Структура университета
Университет включает в себя 5 учебно-научных институтов, военный институт и 4 факультета[уточнить]:
- Учебно-научный институт энергетики, электроники и электромеханики (Э);
- Учебно-научный институт механической инженерии и транспорта (МИТ);
- Учебно-научный институт инженерно-физический институт (И);
- Учебно-научный институт химических технологий и инженерии (ХТ);
- Учебно-научный институт экономики, менеджмента и международного бизнеса (БЭМ);
- Военный институт танковых войск НТУ «ХПИ»;
- Факультет международного образования (МО);
- Факультет социально-гуманитарных технологий (СГТ);
- Факультет компьютерных наук и программной инженерии (КН);
- Факультет компьютерных и информационных технологий(КИТ).

## Известные студенты, выпускники и учёные ХПИ

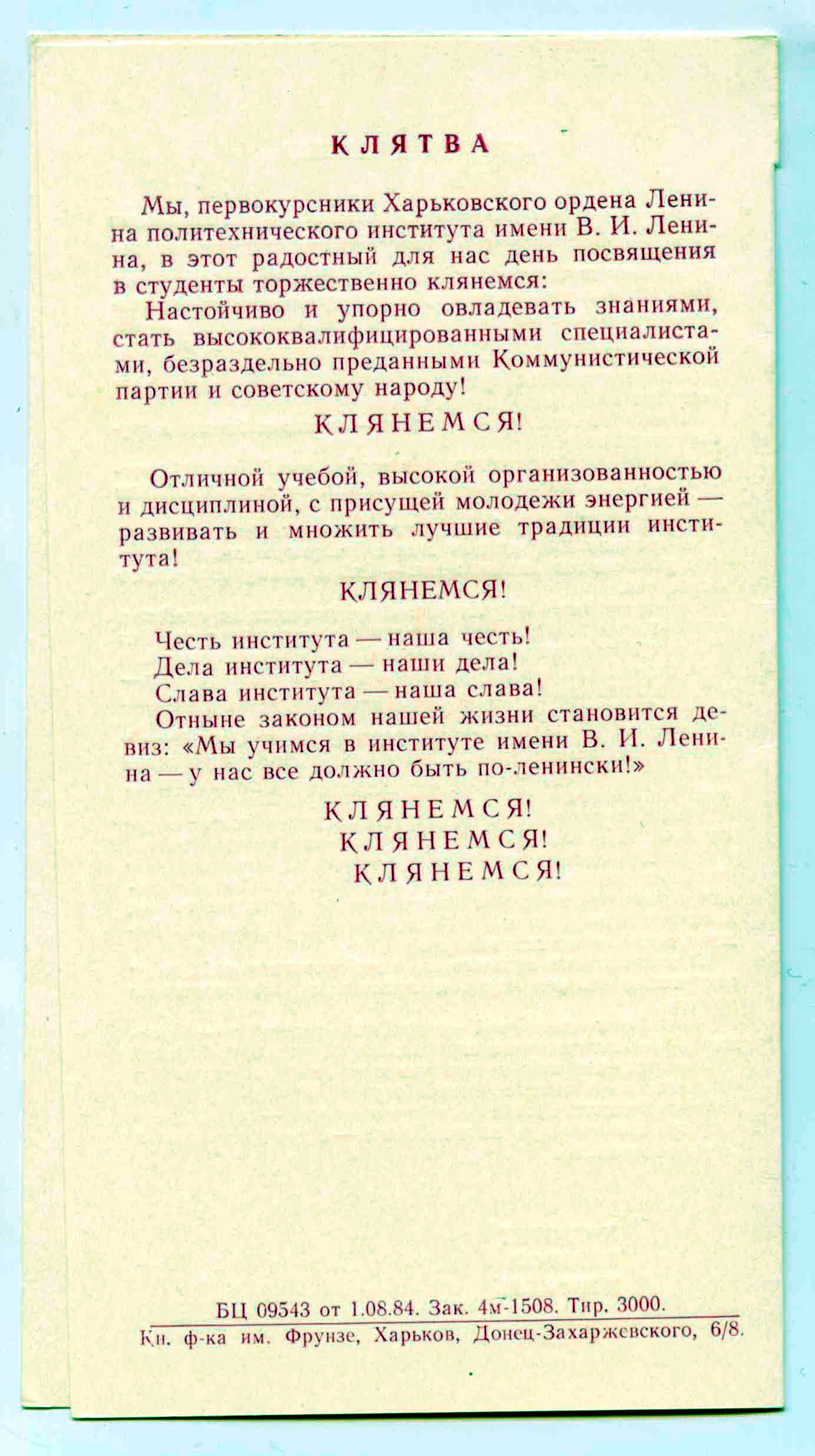
Клятва студента-первокурсника ХПИ 1980-х годов

### Студенты и выпускники
- Борзенко, Сергей Александрович — Герой Советского Союза, фронтовой корреспондент, полковник.
- Ворожцов, Николай Николаевич (старший) — химик-органик.
- Григоренко Петр Григорьевич — правозащитник, технолог, военный инженер, кандидат и доктор военных наук, генерал-майор, участник диссидентского движения, основатель Украинской Хельсинкской группы, член Московской Хельсинкской группы (не окончил).
- Горов, Эраст Александрович — член-корреспондент Академии артиллерийских наук, заслуженный деятель науки и техники РСФСР, доктор технических наук, инженер-полковник.
- Гуревич, Михаил Иосифович — выдающийся советский инженер-авиаконструктор, соруководитель ОКБ-155, Герой Социалистического Труда, Лауреат Ленинской (1963) и Сталинских (1941, 1947, 1948, 1949, 1952, 1953) премий.
- Данилевский Виктор Васильевич — классик истории техники, писатель, книговед, педагог, профессор истории техники (1928), действительный член АН УССР (1948), дважды лауреат Сталинской премии (1942, 1948).
- Даниловский, Густав — польский писатель, публицист, политический деятель.
- Дмитренко, Игорь Михайлович — физик, специалист в области сверхпроводимости, академик АН УССР.
- Жданов, Александр Андреевич — директор ФЭДа.
- Иванов, Александр Михайлович — автор, режиссёр и ведущий передачи «Книга рекордов Харькова».
- Ивченко, Александр Георгиевич — создатель авиационных турбовинтовых двигателей большого ресурса, основатель Запорожского машиностроительного конструкторского бюро «Прогресс», Герой Социалистического Труда, лауреат Ленинской и Государственной премий, академик АН УССР.
- Инин, Аркадий Яковлевич — советский и российский писатель, драматург, сценарист, публицист, актёр.
- Коваленко, Алла Арестовна — Герой Украины, председатель правления АОЗТ «Харьковская бисквитная фабрика».
- Коровин, Сергей Александрович — советский конструктор стрелкового оружия (не окончил).
- Комник, Юрий Федорович — физик-экспериментатор, лауреат Государственной премии УССР в области науки и техники.
- Котин, Жозеф Яковлевич — советский конструктор танков и тракторов, Герой Социалистического Труда, генерал-полковник инженерно-технической службы, доктор технических наук, лауреат четырёх Сталинских премий (не окончил).
- Красин, Леонид Борисович — русский изобретатель, революционер, 1-й нарком внешней торговли СССР.
- Евгений Лифшиц и Илья Лифшиц — физики-теоретики, лауреаты Ленинской премии.
- Маковский, Владимир Матвеевич (1870—1941) — советский учёный-механик, специалист в области турбиностроения.
- Мамут, Евгений Шамаевич — американский специалист в области спецэффектов, лауреат премии Оскар .
- Марченко, Иван Дмитриевич — руководитель ряда промышленных предприятий.
- Мацевитый, Юрий Михайлович — академик НАН Украины, доктор технических наук, профессор, лауреат государственных премий СССР и Украины, директор ИПМаш им. А. Н. Подгорного НАН Украины.
- Лев Мациевич — автор проекта первого авианосца, русский авиатор.
- Рейзен, Марк Осипович — советский оперный певец, Народный артист СССР, лауреат трех Сталинских премий (не окончил).
- Розен, Эммануил Матвеевич — русский архитектор.
- Таранов, Иван Георгиевич (1906—1979) — русский архитектор.
- Тейтельбаум, Ханина Янкелевич — лауреат Сталинской премии.
- Трашутин, Иван Яковлевич — советский конструктор-моторостроитель, главный конструктор по моторостроению ордена Ленина Специального конструкторского бюро № 75 Челябинского тракторного завода, Дважды Герой Социалистического Труда, лауреат Сталинской и Государственной премий СССР.
- Филиппов, Анатолий Петрович (1899—1978) — советский учёный в области прикладной математики и механики, основатель научной школы механиков-энергомашиностроителей.
- Хармандарьян, Гурген Иванович (1893—1939) — учёный-рентгенолог, инженер-электрик, деятель здравоохранения УССР. Один из организаторов рентгенологической службы на Украине.
- Хоткевич, Владимир Игнатьевич (1913—1982) — учёный, специалист в области физики низких температур. Ректор Харьковского государственного университета.
- Хоткевич, Гнат Мартынович — украинский музыкант, писатель, историк, композитор, искусствовед, этнограф, педагог, театральный и общественно-политический деятель.
- Челпан, Константин Фёдорович — конструктор танкового дизельного двигателя В-2.
- Якир, Иона Эммануилович — Командарм 1-го ранга РККА (не окончил).
- Климчук, Татьяна Викторовна — химик-неорганик

### Учёные

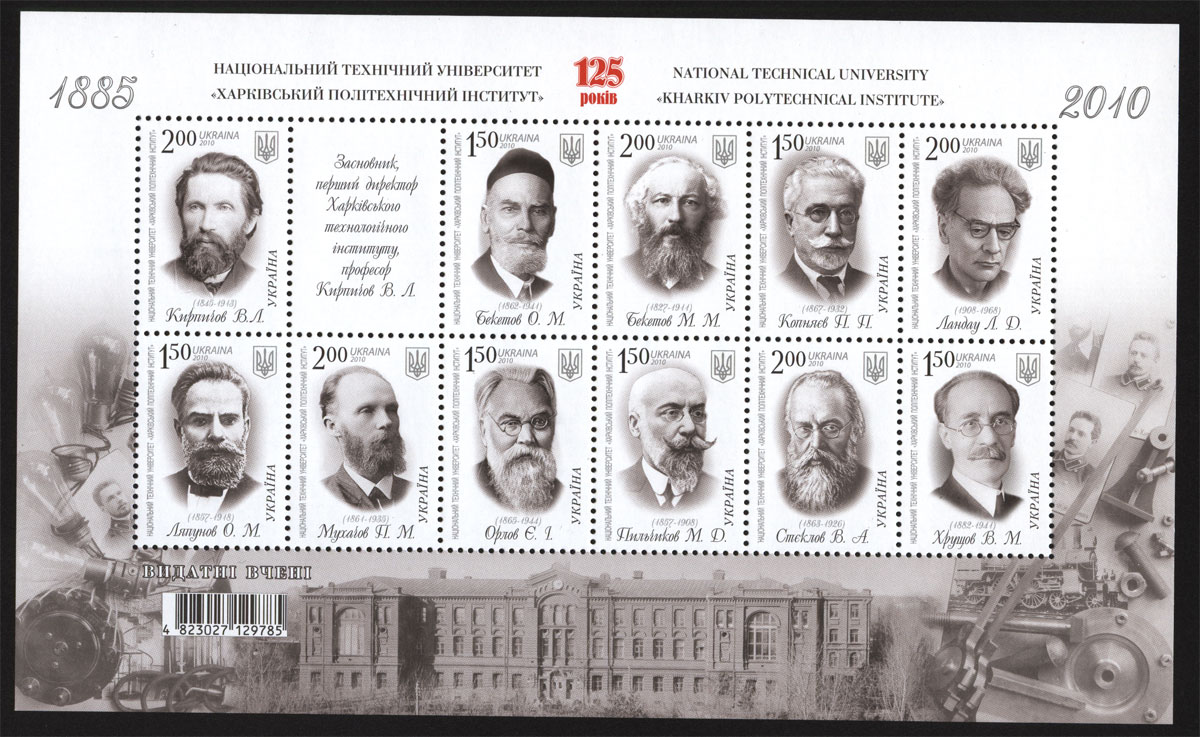
Учёные Харьковского института на почтовых марках Украины (2010): Кирпичёв В. Л. (1845—1913); Бекетов А. Н. (1862—1941); Бекетов Н. Н. (1827—1911); Копняев П. П. (1867—1932); Ландау, Л. Д. (1908—1968); Ляпунов А. М. (1857—1918); Мухачев П. М. (1861—1935); Орлов Е. И. (1865—1944); Пильчиков Н. Д. (1857—1908); Стеклов В. А. (1863—1926); Хрущёв В. М. (1882—1941)

- Атрощенко, Василий Иванович — Герой Социалистического Труда, лауреат Государственной премии, доктор технических наук, академик АН УССР. Являлся проректором института и заведовал кафедрой технологии неорганических веществ.
- Бабаков, Иван Михайлович (1890—1974) — математик, механик. Заслуженный деятель науки УССР.
- Бекетов, Алексей Николаевич (1862—1941) — архитектор и художник-пейзажист, академик архитектуры. Заслуженный деятель искусств Украинской ССР (1941). Воспитал целое поколение молодых русских и советских архитекторов, которые учились в ХПИ.
- Бекетов, Николай Николаевич (1827—1911) — зав. кафедрой «физико-химии». Один из основоположников физической химии и химической динамики, металлург.
- Белькинд, Лев Давидович — учёный в области электросветотехники.
- Вольмир, Арнольд Сергеевич (1910—1986) — учёный, доктор технических наук, профессор Военно-воздушной академии им. Н. Е. Жуковского.
- Вороновский, Геннадий Кириллович — Герой Украины, доктор технических наук, профессор. Заведовал кафедрой электрических станций.
- Гринёв, Владимир Борисович — доктор технических наук, профессор. Заведовал кафедрой прикладной математики.
- Гофтман, Михаил Владимирович (1896—1971) — доктор технических наук, профессор, автор учебника «Прикладная химия твёрдого топлива» (1963).
- Гулиян Абрам Арутюнович (1878—1944) — доктор технических наук, профессор, автор учебников[11].

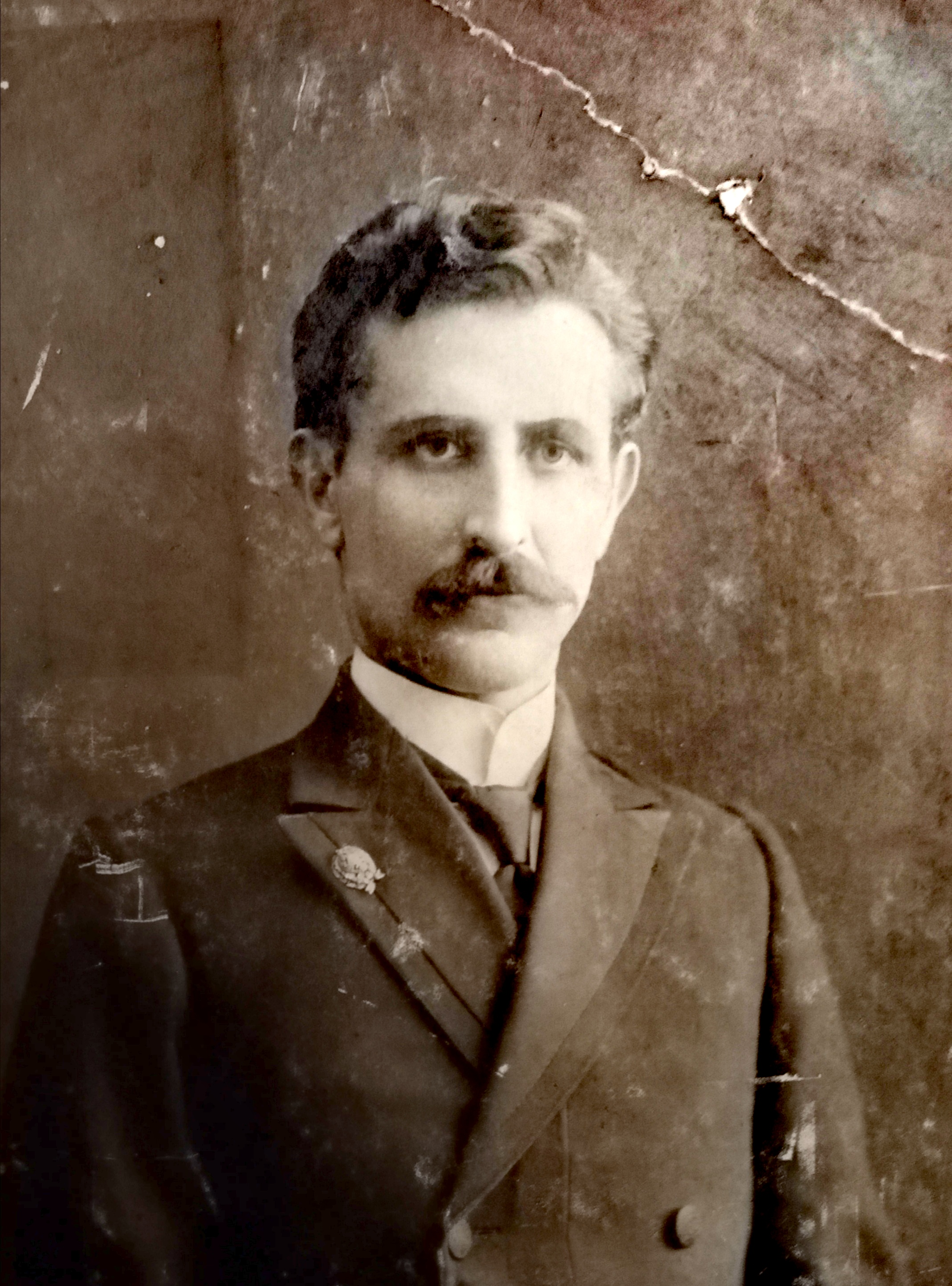
Гулиян Абрам Арутюнович с вензелем ХТИ, 1915

- Дабагян, Арег Вагаршакович — почётный доктор НТУ «Харьковский политехнический институт».
- Кирпичёв, Виктор Львович (1845—1913) — основатель института.
- Копняев, Павел Петрович (1867—1932) — преподаватель, автор учебника, посвящённого проблемам теории, проектирования, исследования электрических машин постоянного тока.
- Ландау, Лев Давидович (1908—1968) — лауреат Нобелевской премии, Герой Социалистического Труда, лауреат Ленинской и трёх Сталинских премий. Заведовал кафедрой теоретической физики Харьковского механико-машиностроительного института с 1933 по 1937.
- Ляпунов, Александр Михайлович (1857—1918) — математик и механик, зав. кафедрой механики.
- Майер, Яков Моисеевич — ректор Харьковского технологического института (в 1928—1929).
- Мевиус, Аполлон Федорович (1820—1898) — лауреат Демидовской премии, выдающийся металлург, педагог, общественный деятель.
- Морозов, Александр Александрович (1906—1979) — конструктор танков, Дважды Герой Социалистического Труда, лауреат Ленинской и трёх Сталинских премий. Основал кафедру.
- Мухачев, Пётр Матвеевич (1861—1935) — инженер-технолог. Первый выбранный директор института. Один из основоположников российского паровозостроения.
- Орлов, Егор Иванович (1865—1944) — химик-технолог, академик АН УССР, зав. кафедрой технологии минеральных веществ (после профессора В. А. Гемилиана).
- Пильчиков, Николай Дмитриевич (1857—1908) — выдающийся русский физик, исследователь радиоактивности.
- Проскура, Георгий Фёдорович — академик АН УССР, лауреат Сталинской премии. Заведовал кафедрой.
- Рыжков, Иван Васильевич (1923—1982) — учёный-литейщик, лауреат Ленинской премии (1967), проректор.
- Семко, Михаил Федорович — ректор ХПИ, Герой Социалистического Труда, доктор технических наук, профессор.
- Стеклов, Владимир Андреевич (1863—1926) — математик и механик.
- Тир, Вадим Эрастович (1869-1926) - инженер-технолог, профессор, спроектировал эллинг для постройки линкоров типа "Императрица Мария" на заводе Руссуд (1911), товарный поезд для Варшавско-венской железной дороги. Заведовал лабораторией по испытанию частей машин (1907—1910), кафедрой технологии металла и дерева (с 1923), кафедрой общего машиностроения ХТИ (1924—1926).
- Лев Термен — создатель терменвокса.
- Товажнянский, Леонид Леонидович — ректор НТУ «ХПИ», Лауреат Госпремии Украины, доктор технических наук, профессор.
- Хрущёв, Василий Михайлович (1882—1941) — учёный-электротехник, профессор, академик АН УССР (1939). В 1923 году перевёлся в Харьковский технологический институт.
- Шатагин, Олег Александрович (1932—2016) — учёный-металлург, доктор технических наук, профессор, лауреат премии Совета Министров СССР (1985 г.), отец-основатель метода горизонтального непрерывного литья, автор более 1000 авторских свидетельств и патентов.
- Штейнвольф, Лев Изральевич (1916—1991) — механик

## Почётные доктора
Первыми почётными докторами НТУ «ХПИ» были выдающиеся ученые профессора Менделеев Д. И. и Жуковский Н. Е.. За последние годы, наряду с учеными Украины, звания Почётного доктора НТУ «ХПИ» удостоены известные ученые из 13 стран мира. Среди них:
- академик Патон Б. Е.
- академик Шидловский А. К.
- академик Кафаров В. В. (Россия)
- академик Згуровский М. З.
- академик Рвачов В. Л.
- академик Ференц Ковач (Венгрия)
- академик Семиноженко В. П.
- академик Саркисов П. Д. (Россия)
- академик Ягодин Г. А. (Россия)
- академик Мацевитый Ю. М.
- академик Стогний Б. С.
- профессор Николае Илиаш (Румыния)
- профессор Мишель Фютен (Франция)
- профессор Вольфганг Керстен (Германия)
- профессор Дитер Шнайдер (Австрия)
- профессор Тильман Ройтер (Австрия)

## Награды и репутация
В наиболее известных рейтингах вузов Украины 2012 года Национальный технический университет «Харьковский политехнический институт» вошёл в первую десятку лидеров.
Так, по рейтингу технических вузов Украины 2012 года журнала «Деньги» ХПИ занял третье место, в сводном рейтинге вузов «Компас» — 6-е место, в рейтинге вузов Украины по направлению «инженерно-технические специальности» — 3-е место, в рейтинге вузов Украины «Компас 2012» — IT специальности — 3-е место, в рейтинге вузов Украины «Компас 2012» — Восточный регион — первое место, в рейтинге вузов Украины ЮНЕСКО «Топ 200» — 6-е место, Webometrics Ranking of World Universities: мировой — 2092, европейский — 798.
В 2014 году агентство «Эксперт РА» присвоило высшему учебному заведению рейтинговый класс «В» означающий «очень высокий» уровень подготовки выпускников; единственным ВУЗом в СНГ, получившим в данном рейтинге класс «А» («исключительно высокий уровень») стал МГУ.

## ХПИ в искусстве
Филателия
16 сентября 2010 года, в день открытия института, Укрпочта выпустила почтовый блок № 86 «125 лет ХПИ» из 11 марок с портретами выдающихся учёных, работавших в институте: В. Кирпичёва, А. Бекетова (сына), Н. Бекетова (отца), П. Копняева, Л. Ландау, А. Ляпунова, П. Мухачева, Е. Орлова, Н. Пильчикова, В. Стеклова и Е. Хрущёва. В тот же день было произведено гашение первого дня на главпочтамте Харькова.

## Галерея

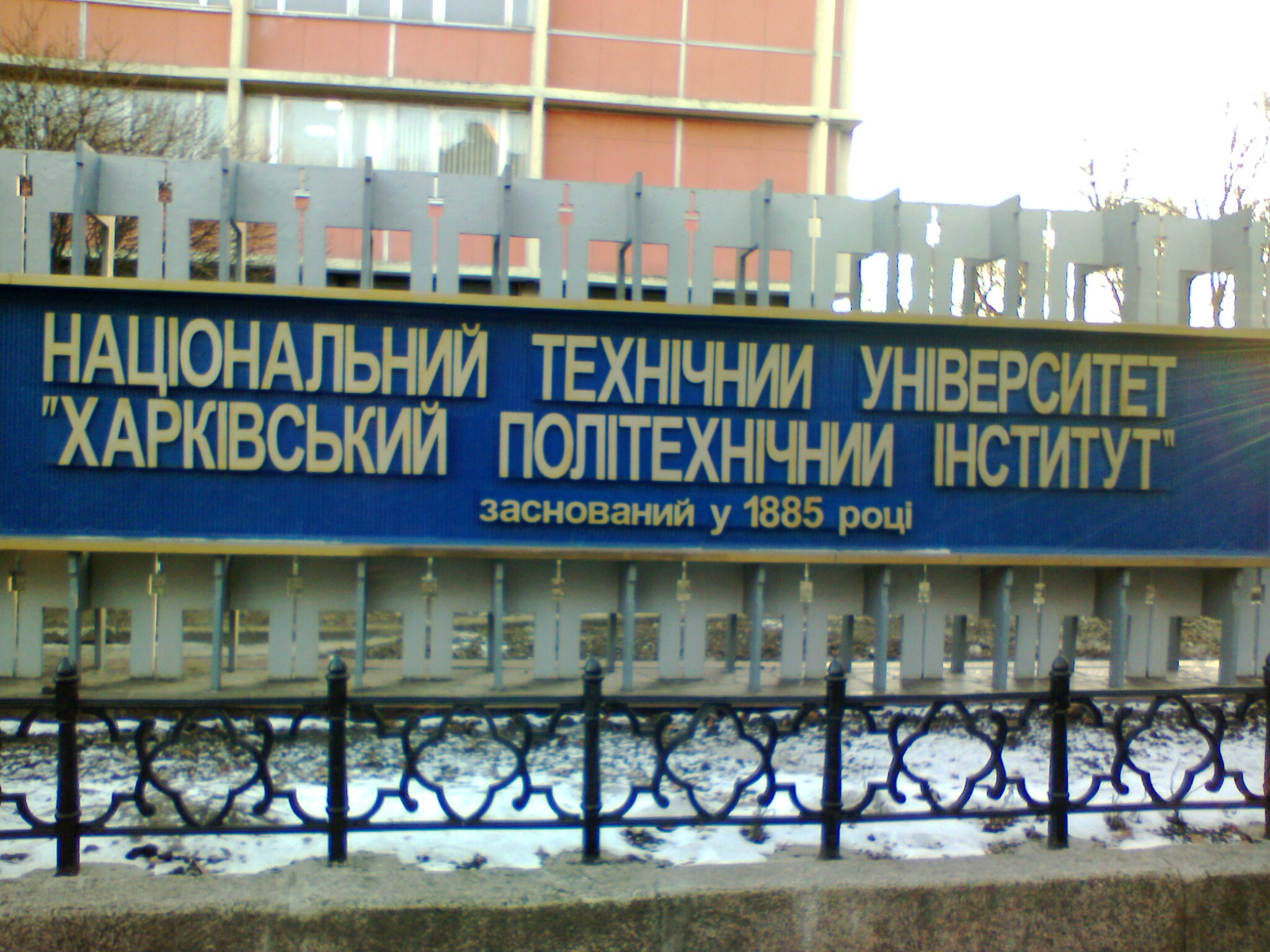
Название
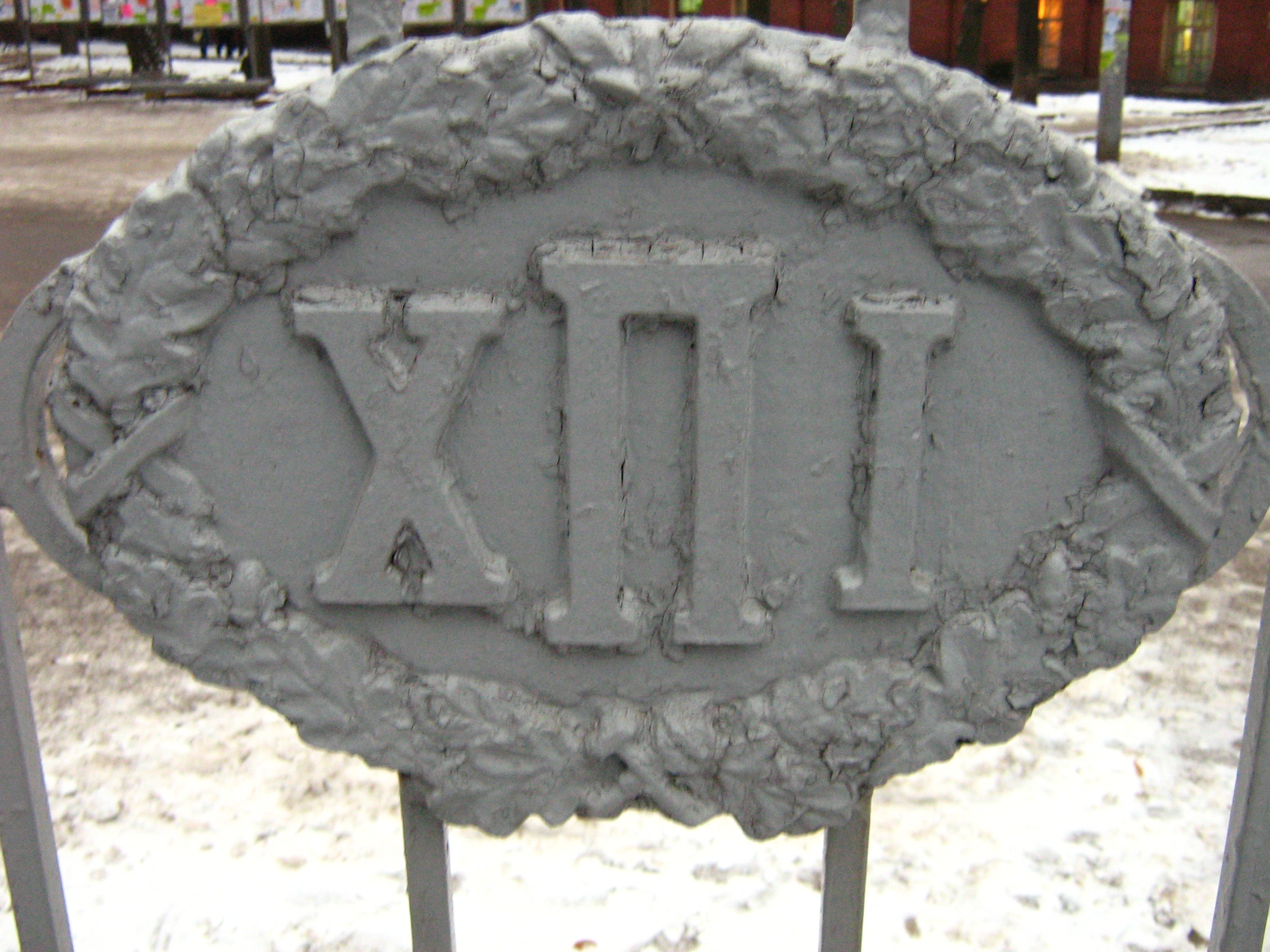
Эмблема на ограде при входе на территорию.
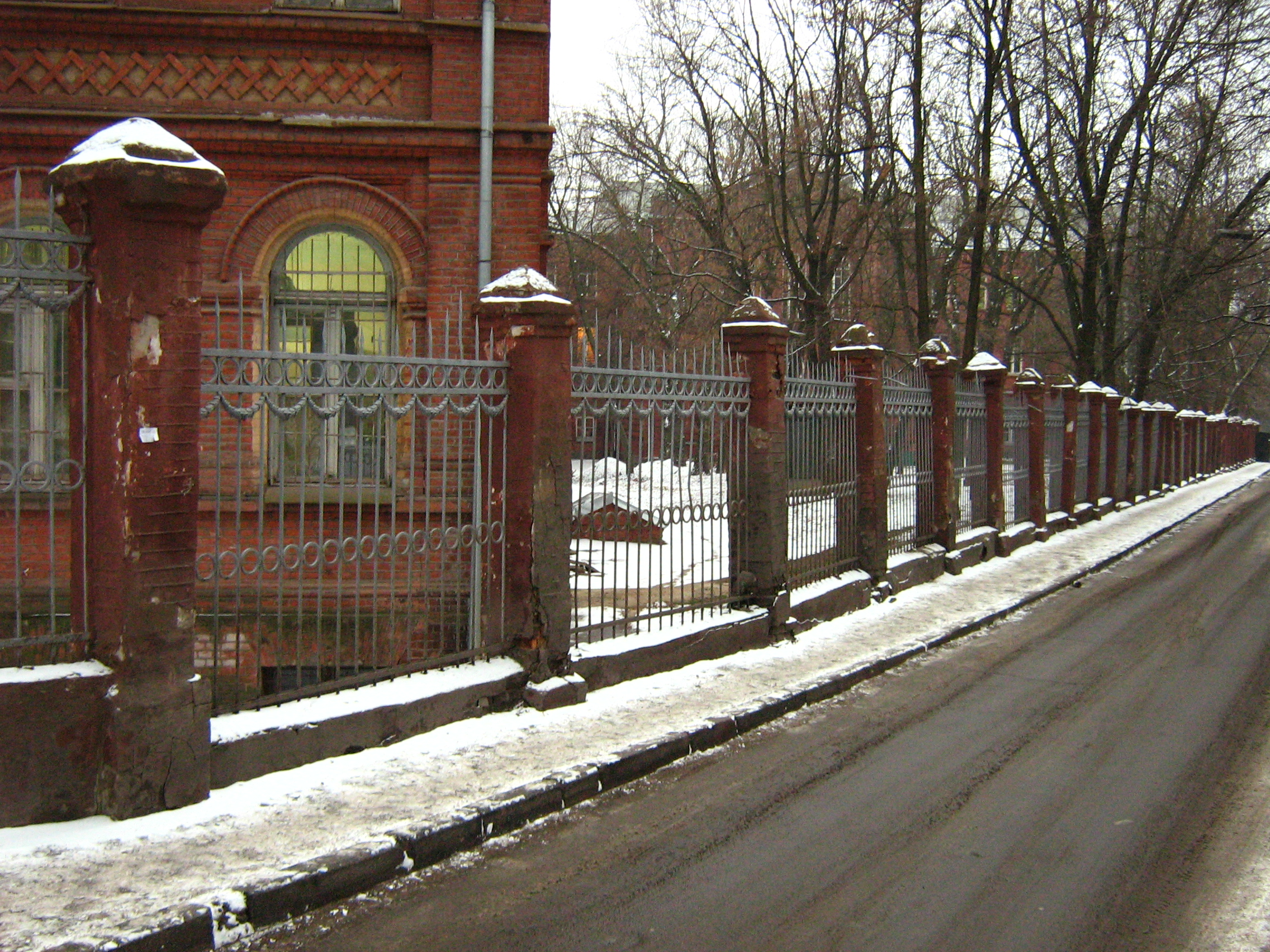
Ковано-сварная ограда института.
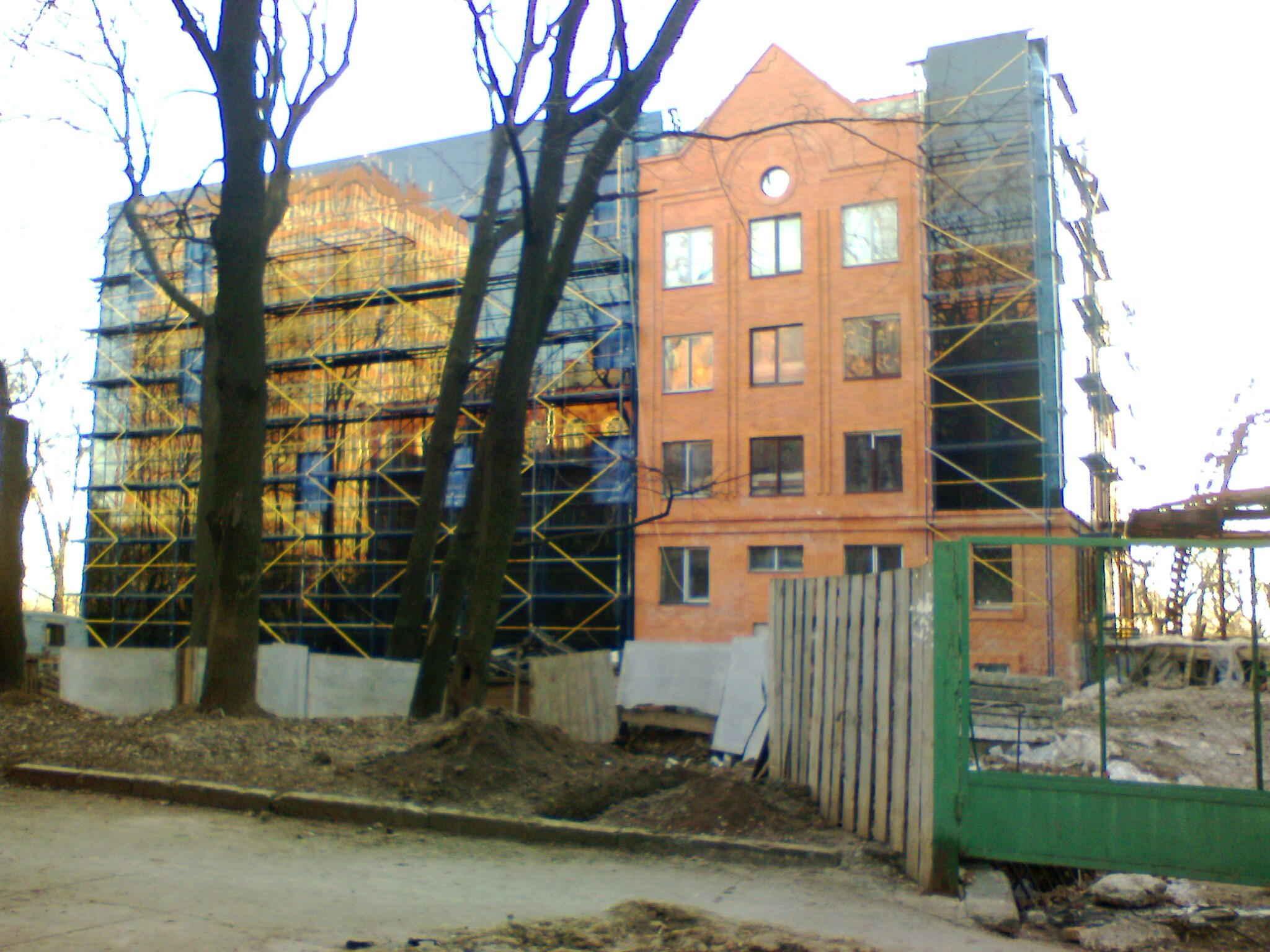
Новая библиотека.
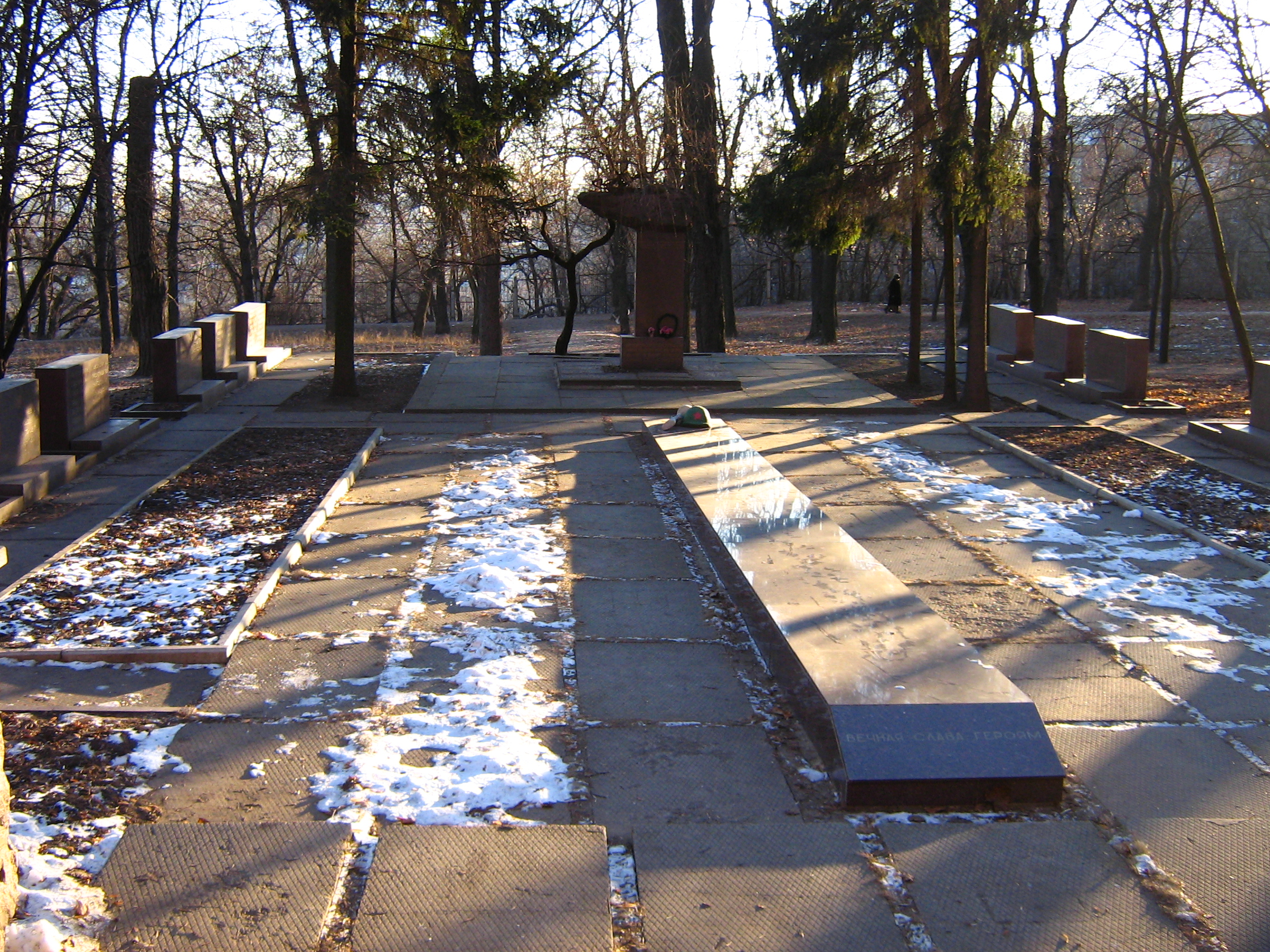
Памятник погибшим в годы Великой Отечественной войны студентам и преподавателям ХПИ.
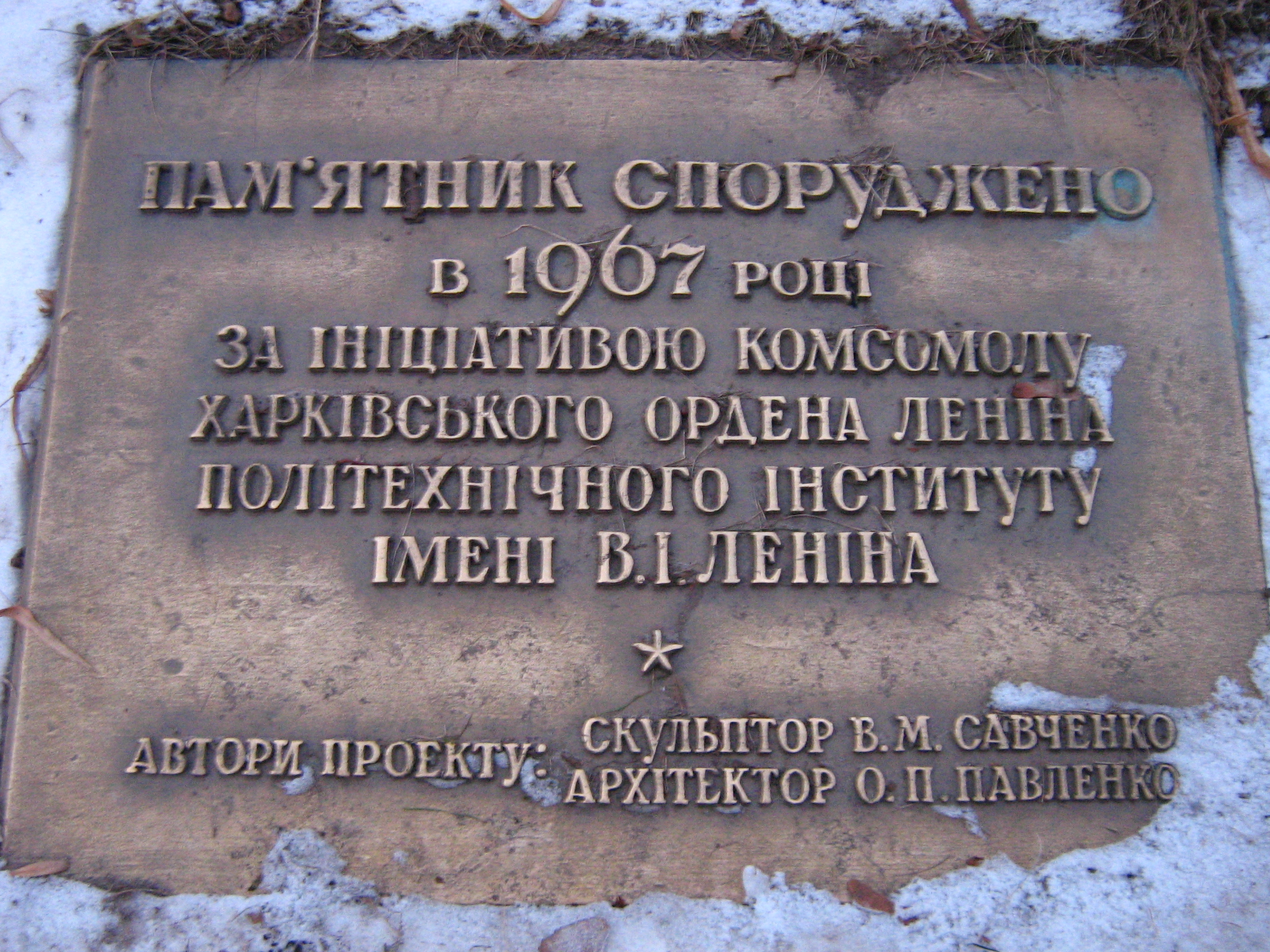
Надпись на памятнике, сооружённом в 1967 году по инициативе комсомола Харьковского ордена Ленина политехнического института имени В. И. Ленина (ныне снесён)
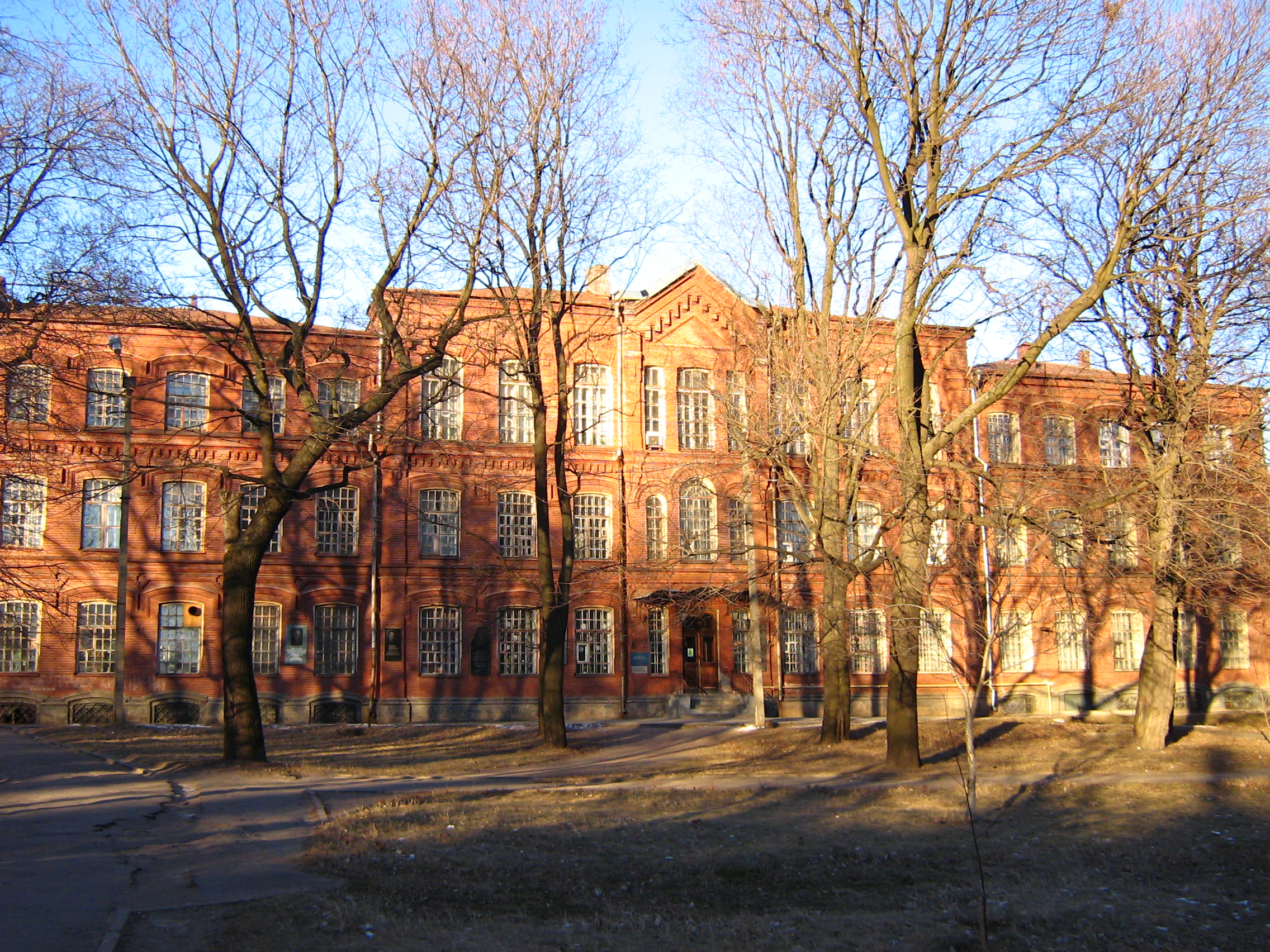
Технический корпус. Архитектор Р. Р. фон Генрихсен (1877).  Достроен и отремонтирован в 1943—1946 годах
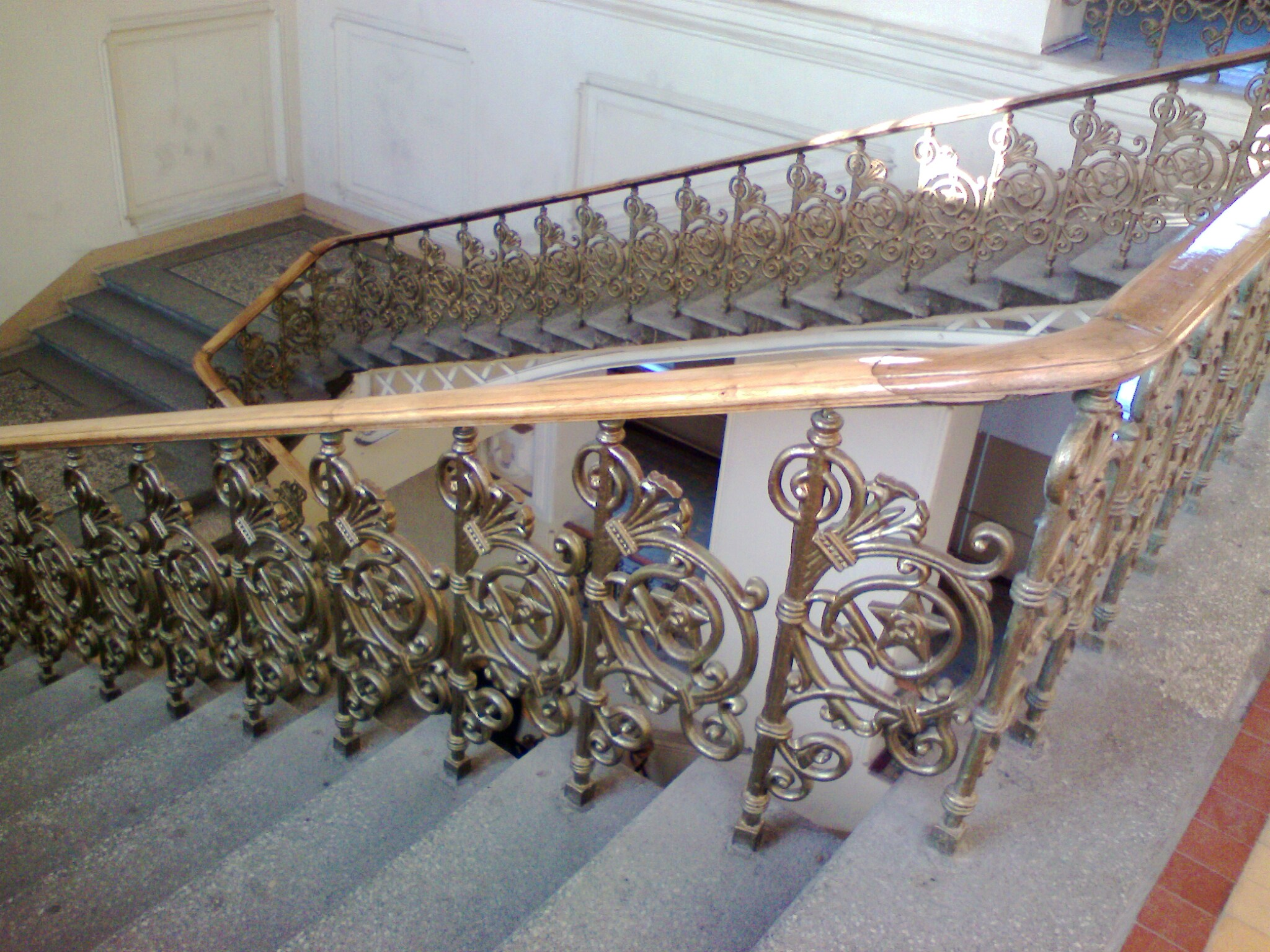
Лестница в Главном административном корпусе: рельефная, элементами украшения служат серп и молот.
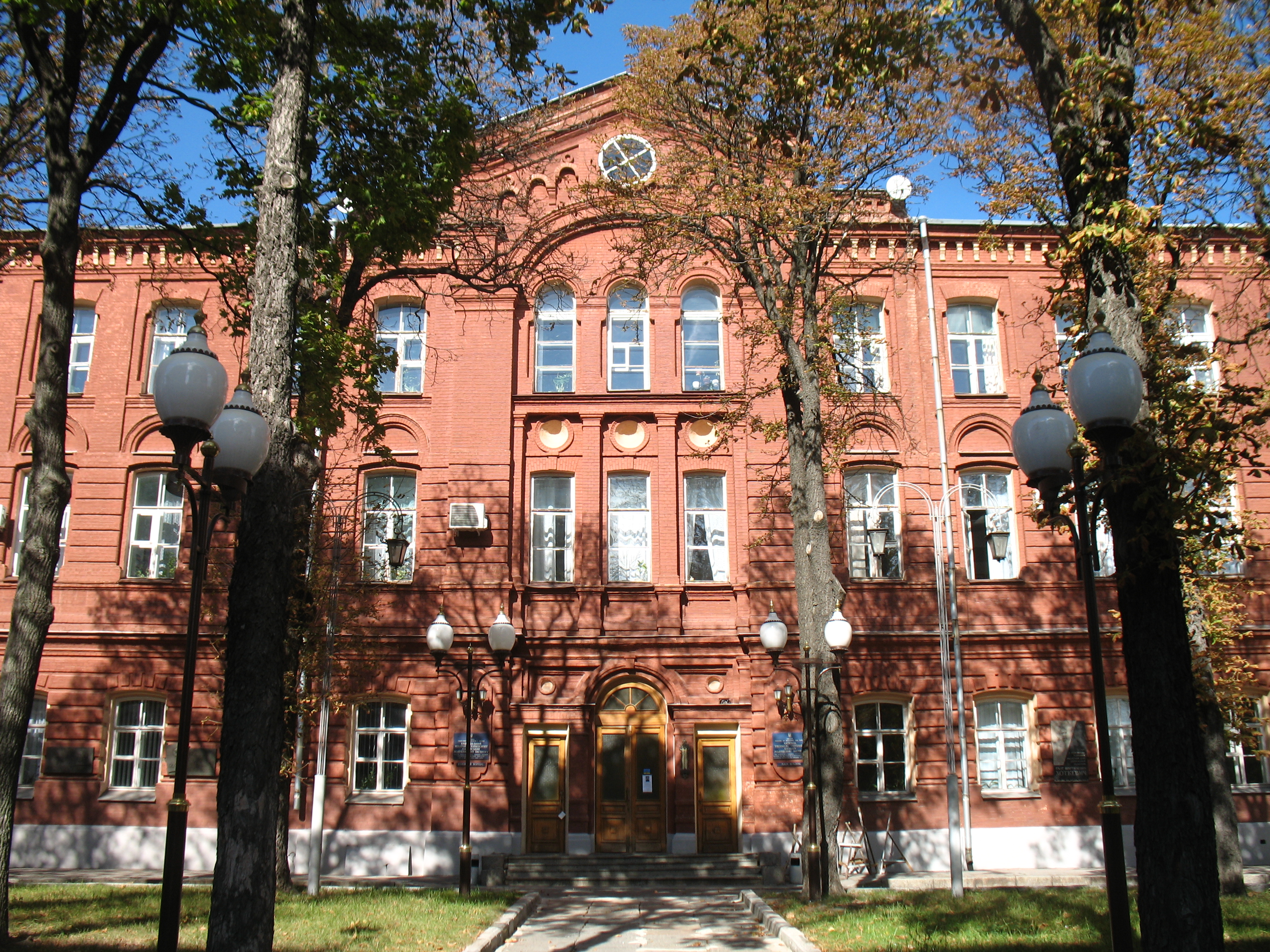
Ректорский (бывший чертёжный) корпус ХПИ
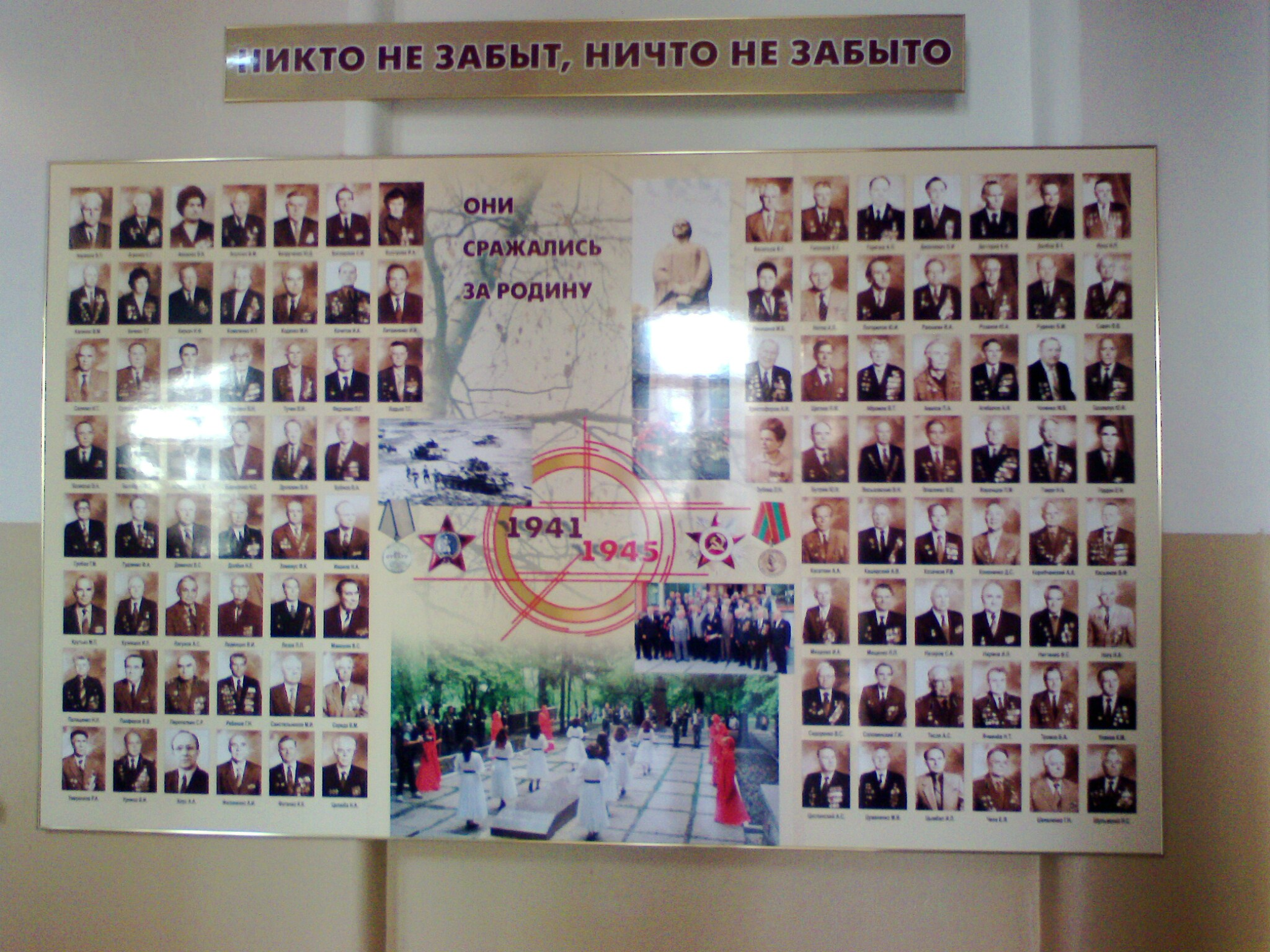
Памятная доска в честь преподавателей ХПИ — участников Великой Отечественной войны (ГАК, II этаж).
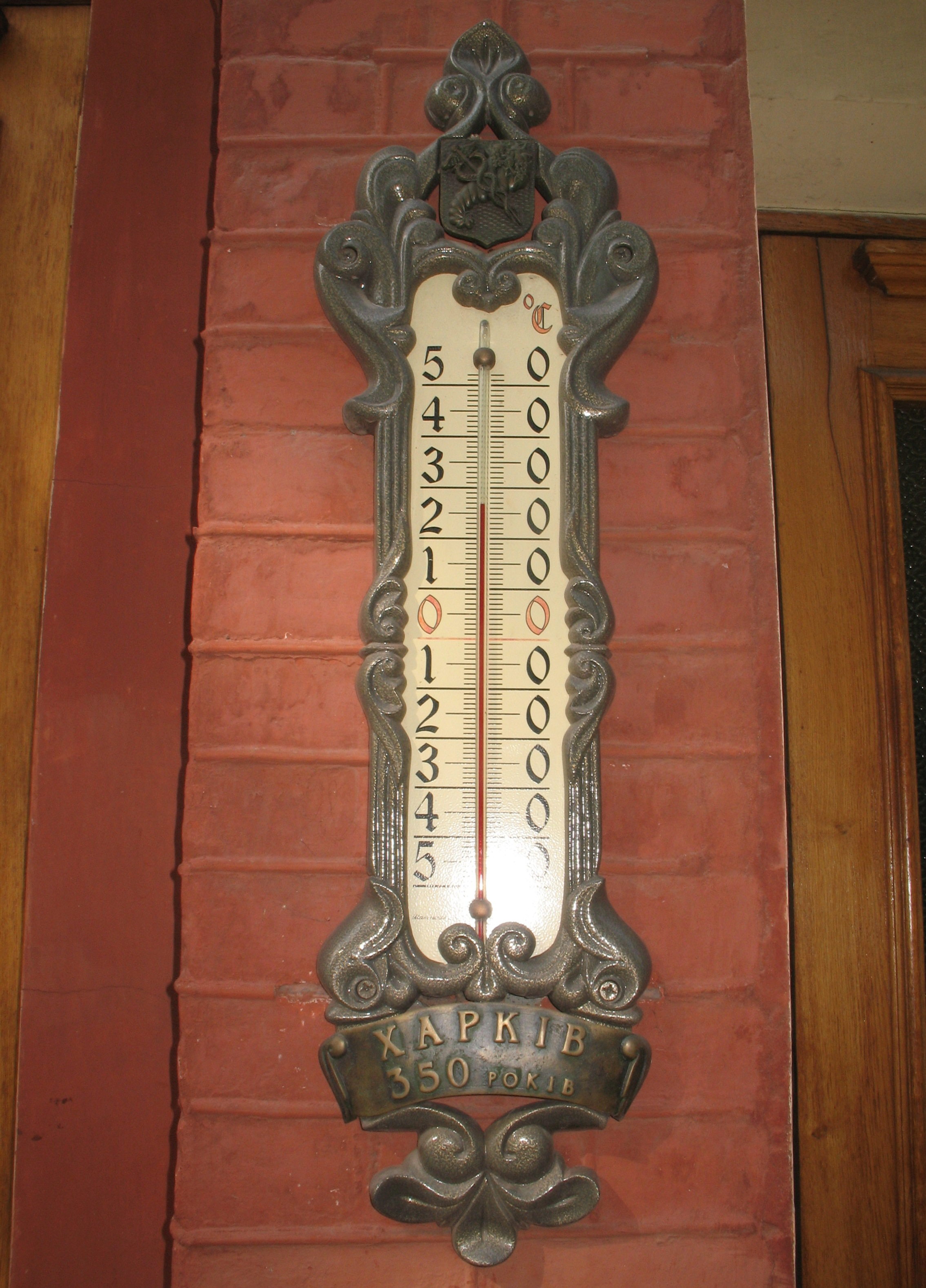
Декоративный градусник на ректорском корпусе, установлен к 350-летию Харькова в 2003 году
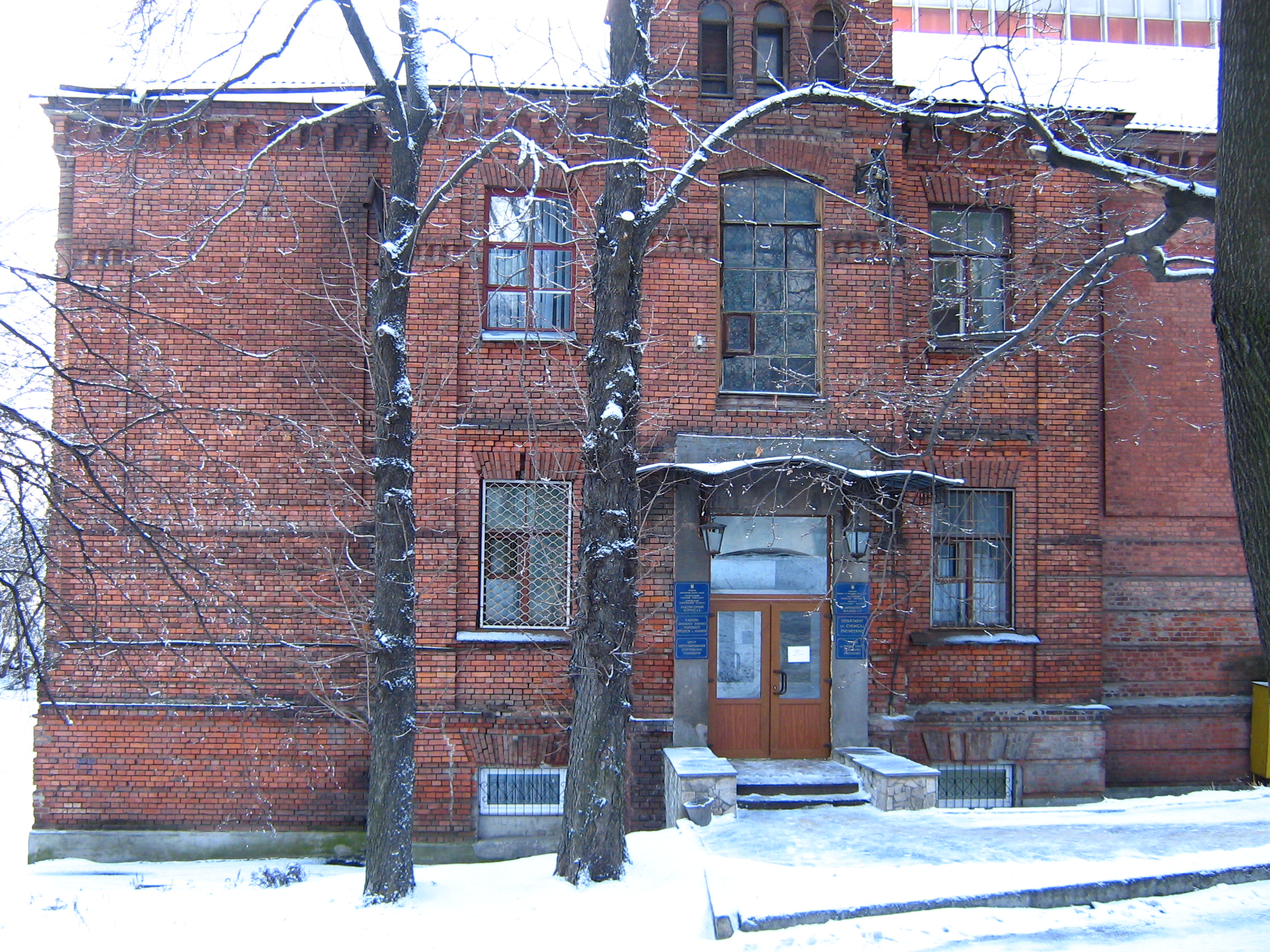
Кафедра информатики и интегрированных технологий (бывший приемный покой института)
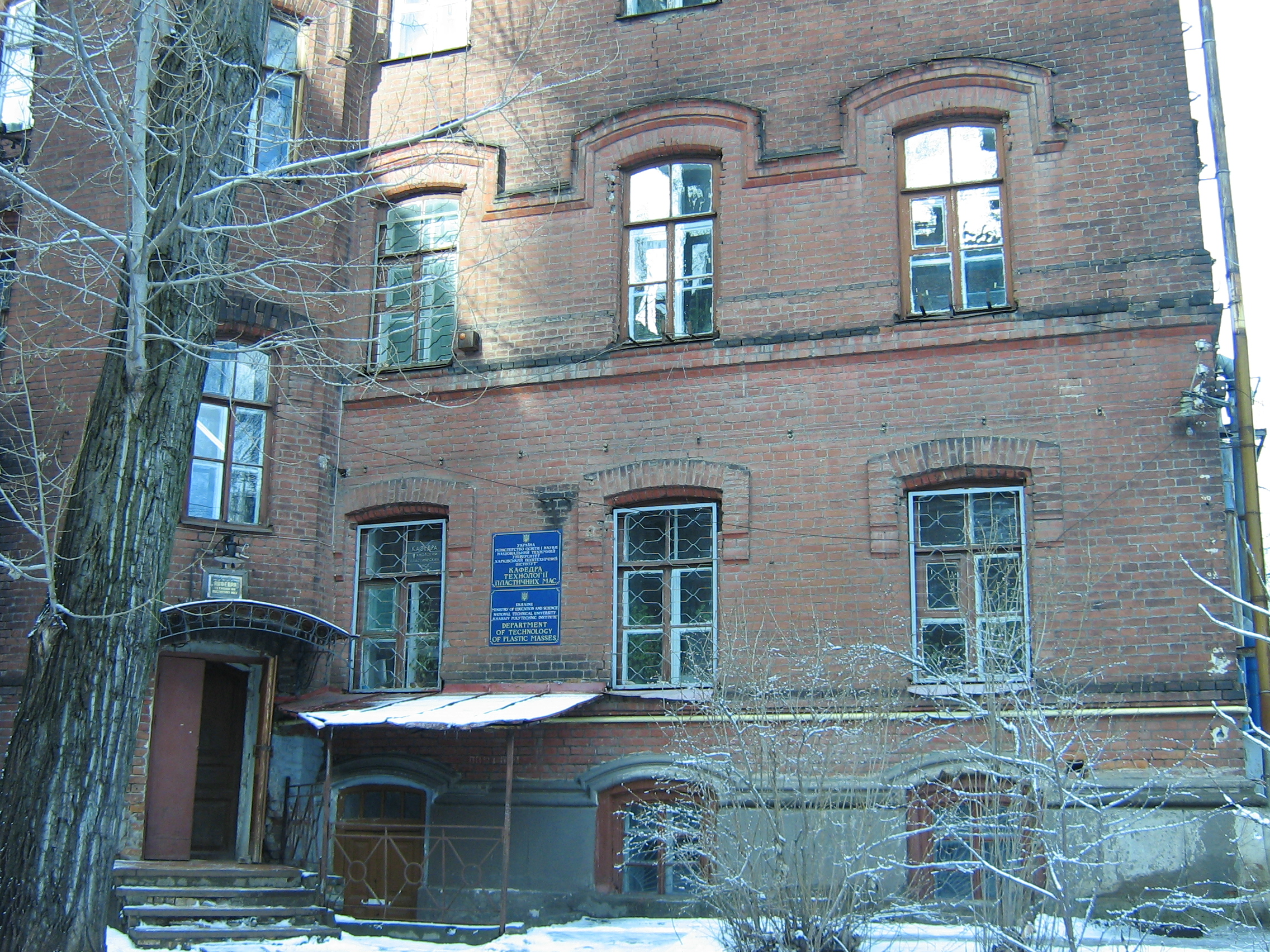
Кафедра технологии пластмасс
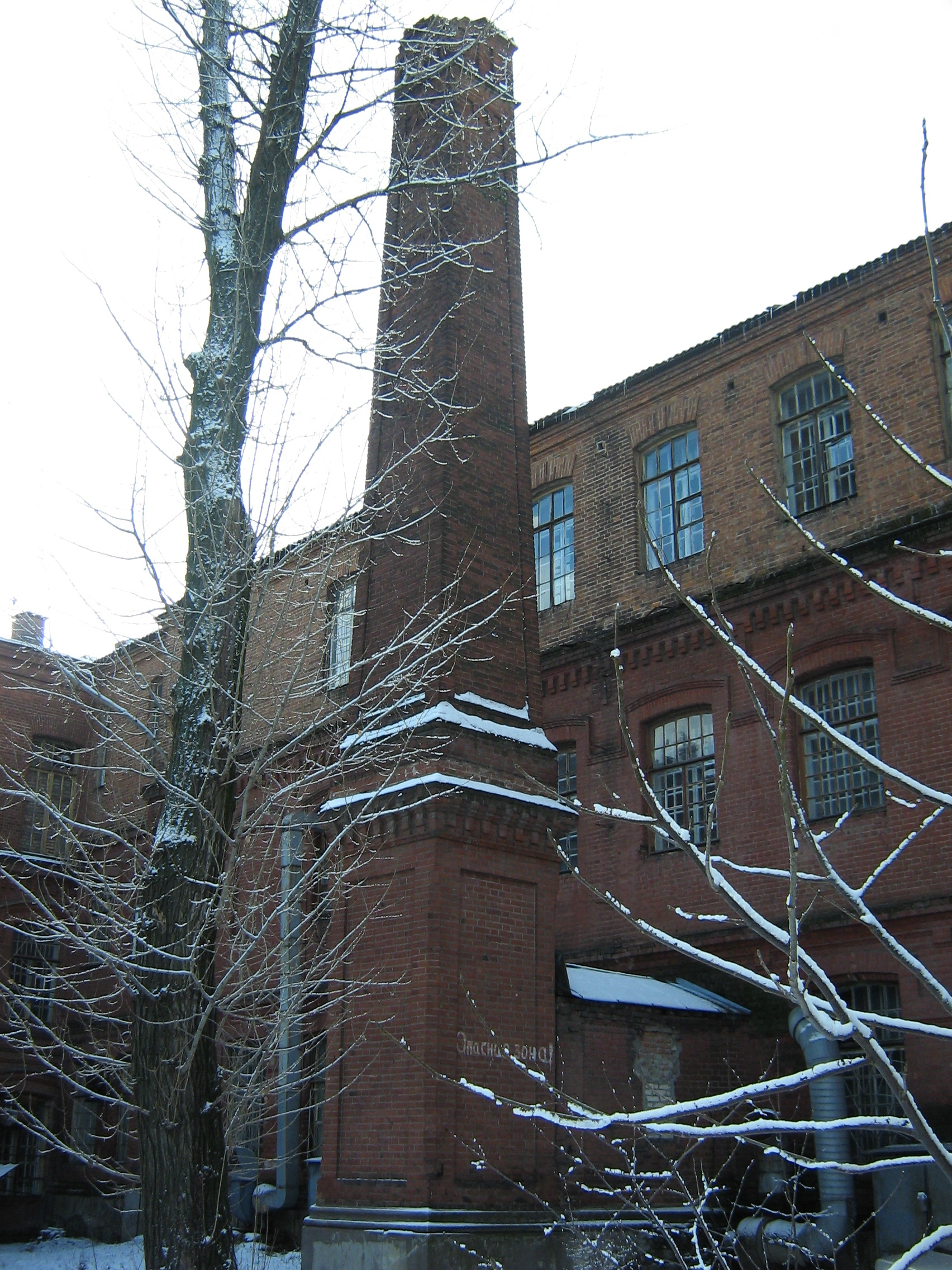
Столетняя дымовая труба корпуса технологии пластмасс.
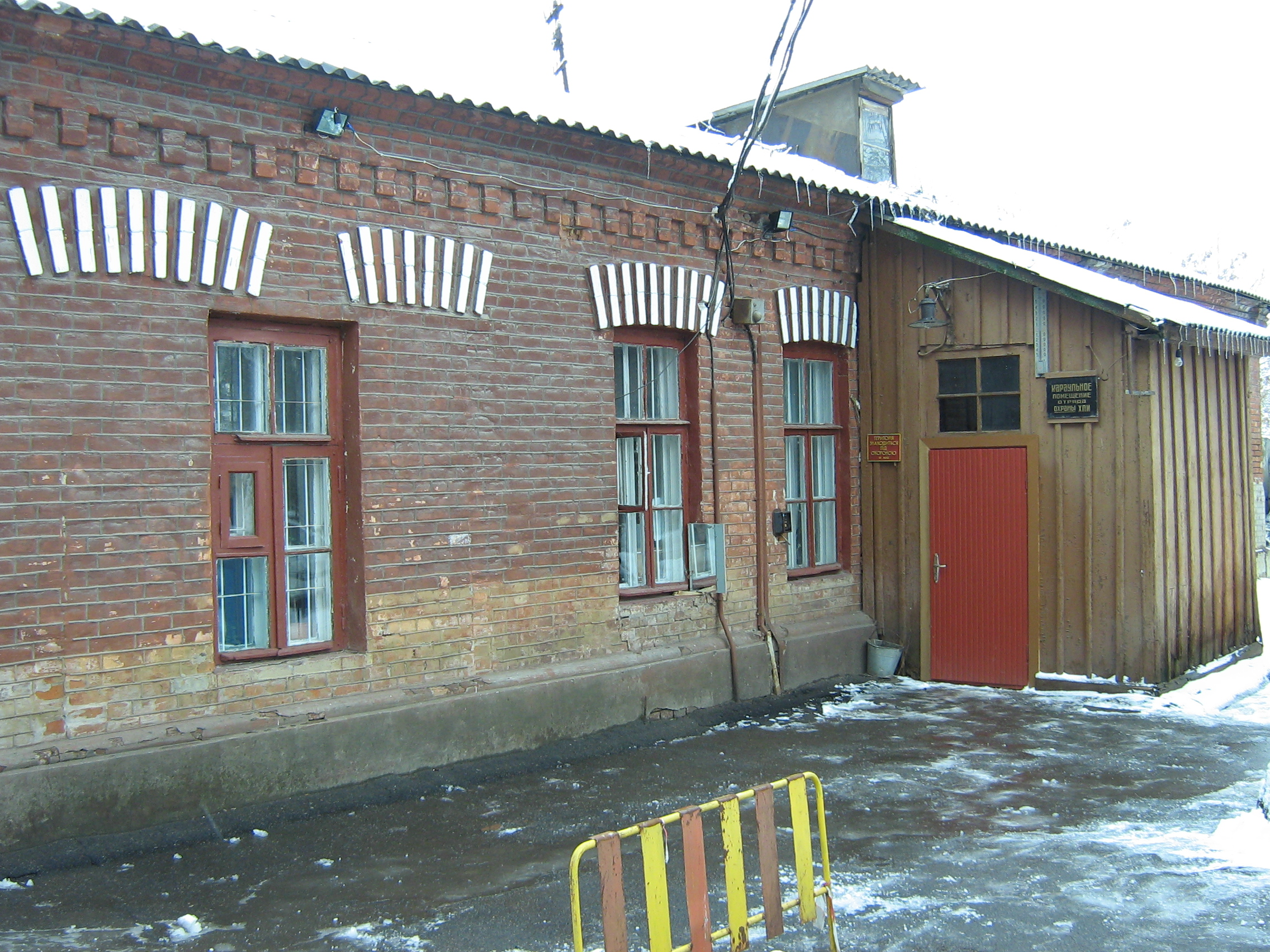
Охранный корпус института
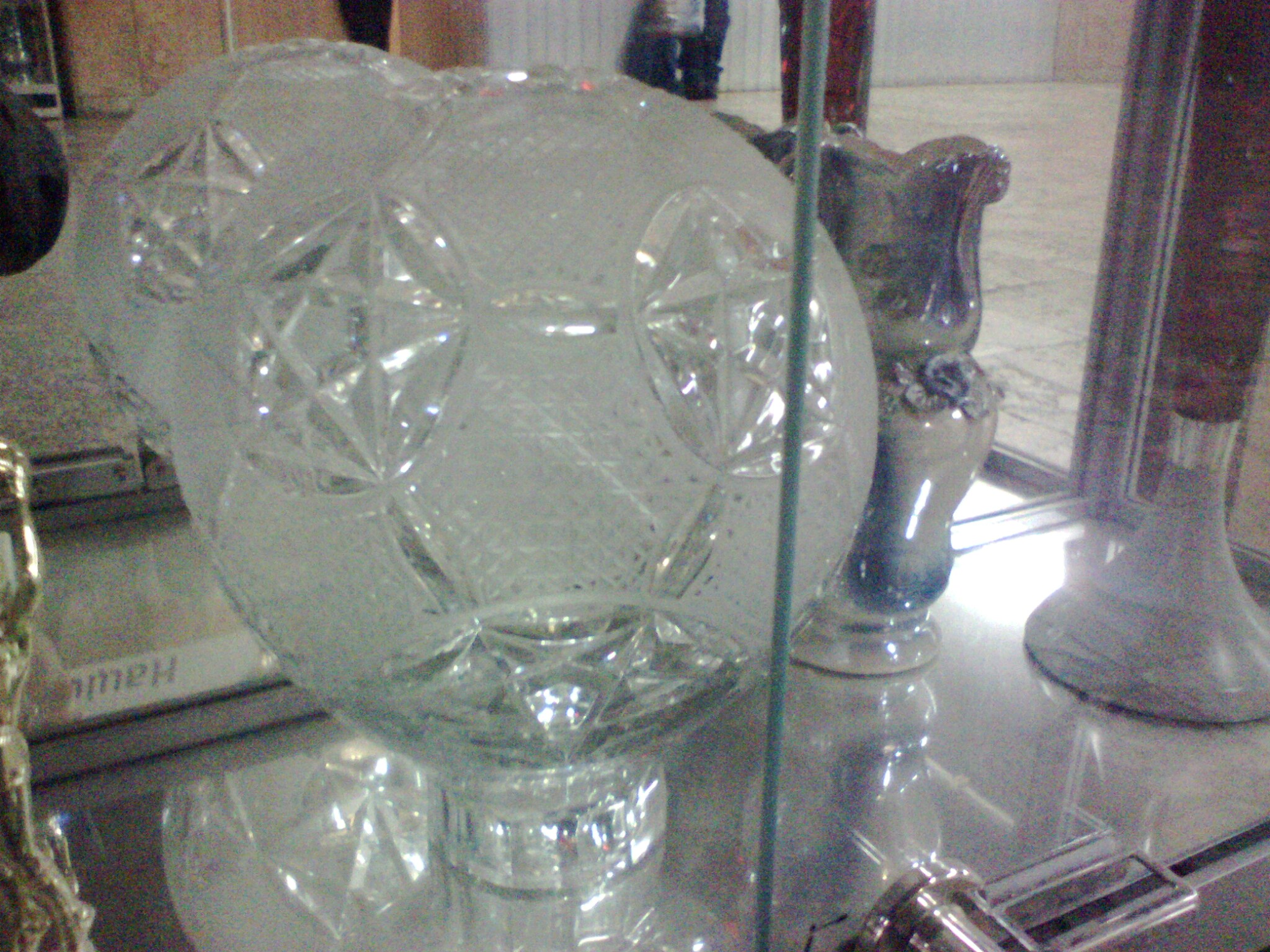
Стеклянный футбольный мяч — одна из наград, расположенных в большой галерее наград и кубков во дворце спорта ХПИ.
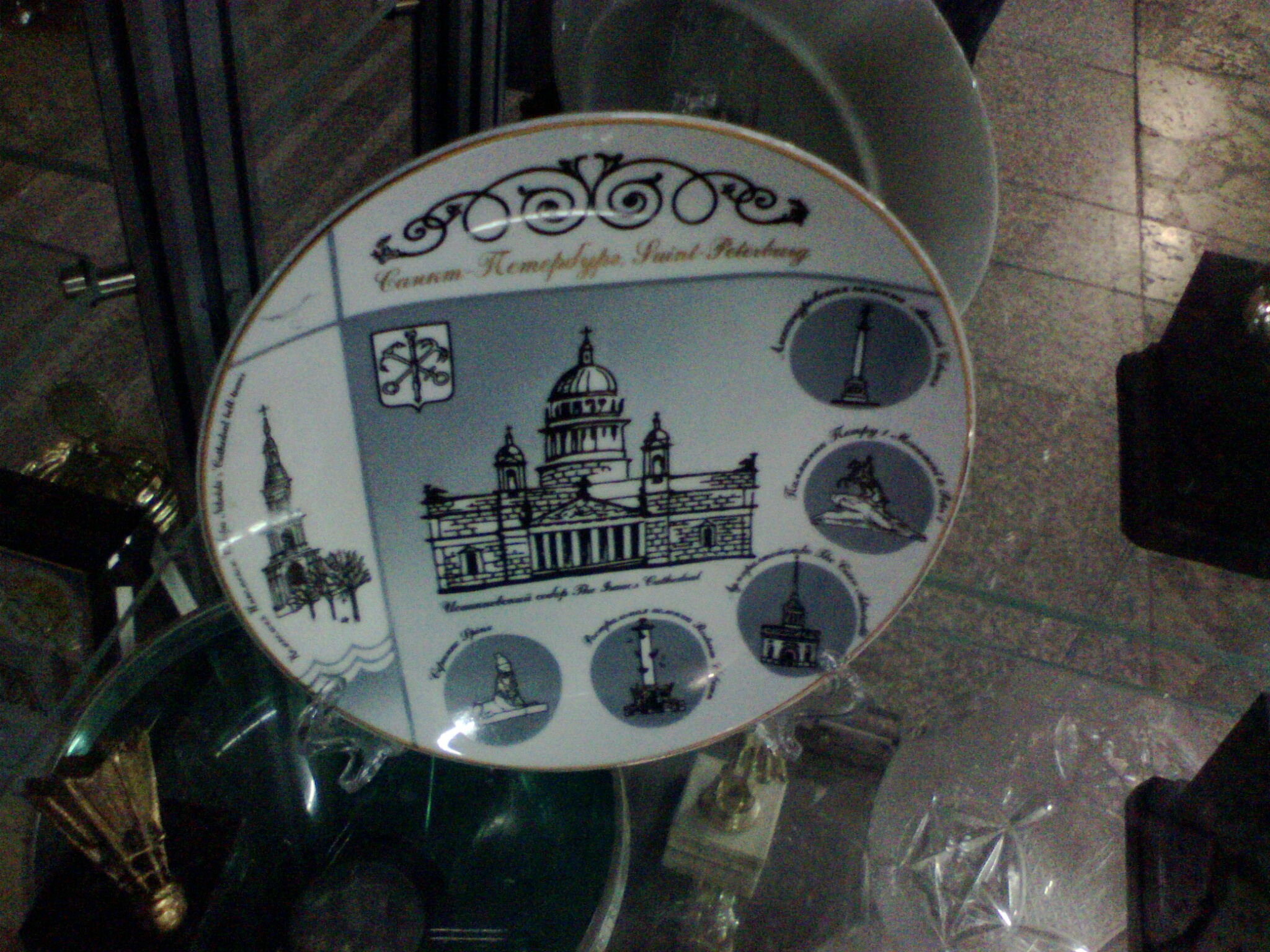
Тарелка с изображением Исаакиевского собора в галерее наград во дворце спорта ХПИ.
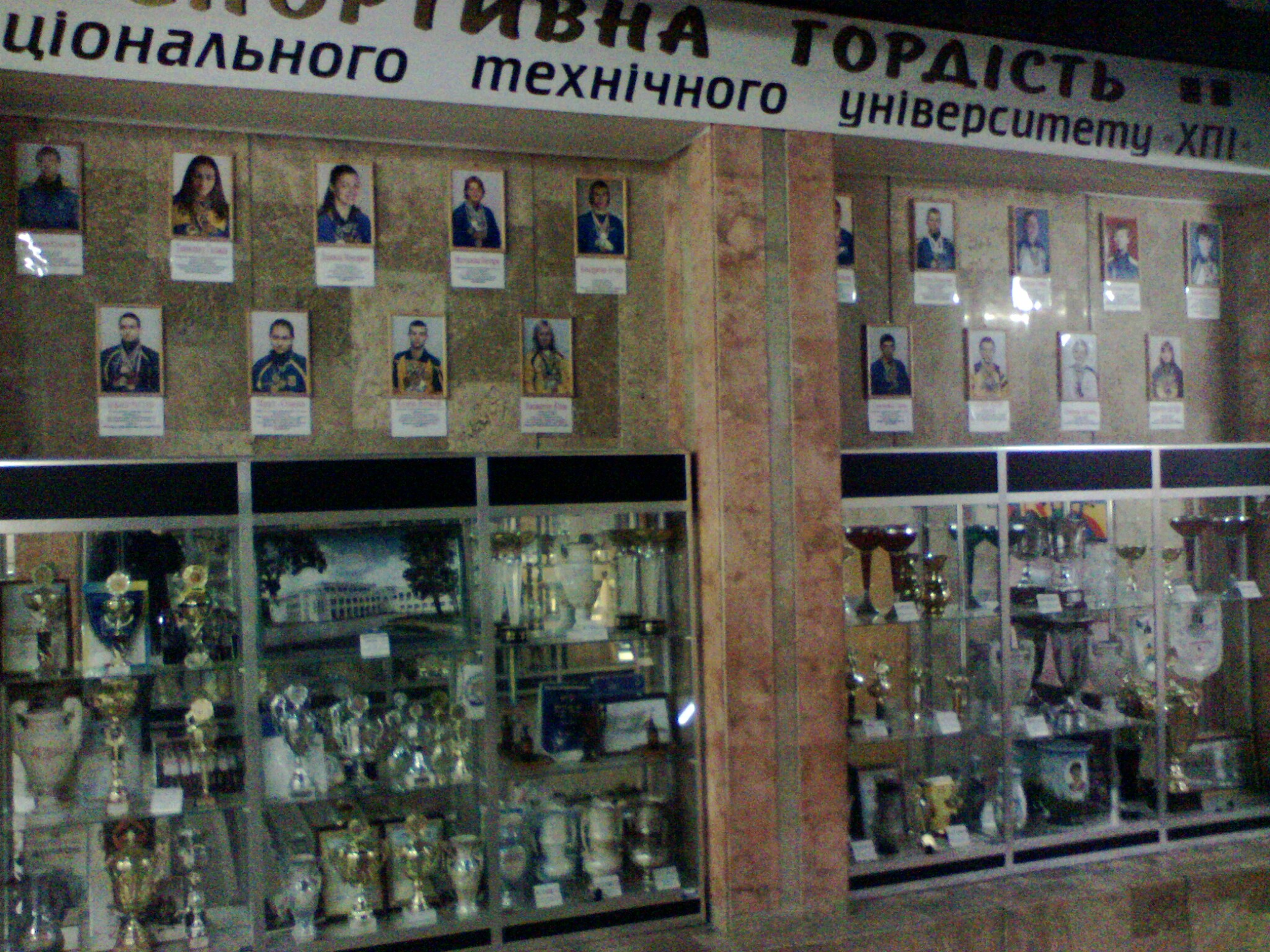
Галерея наград во дворце спорта ХПИ
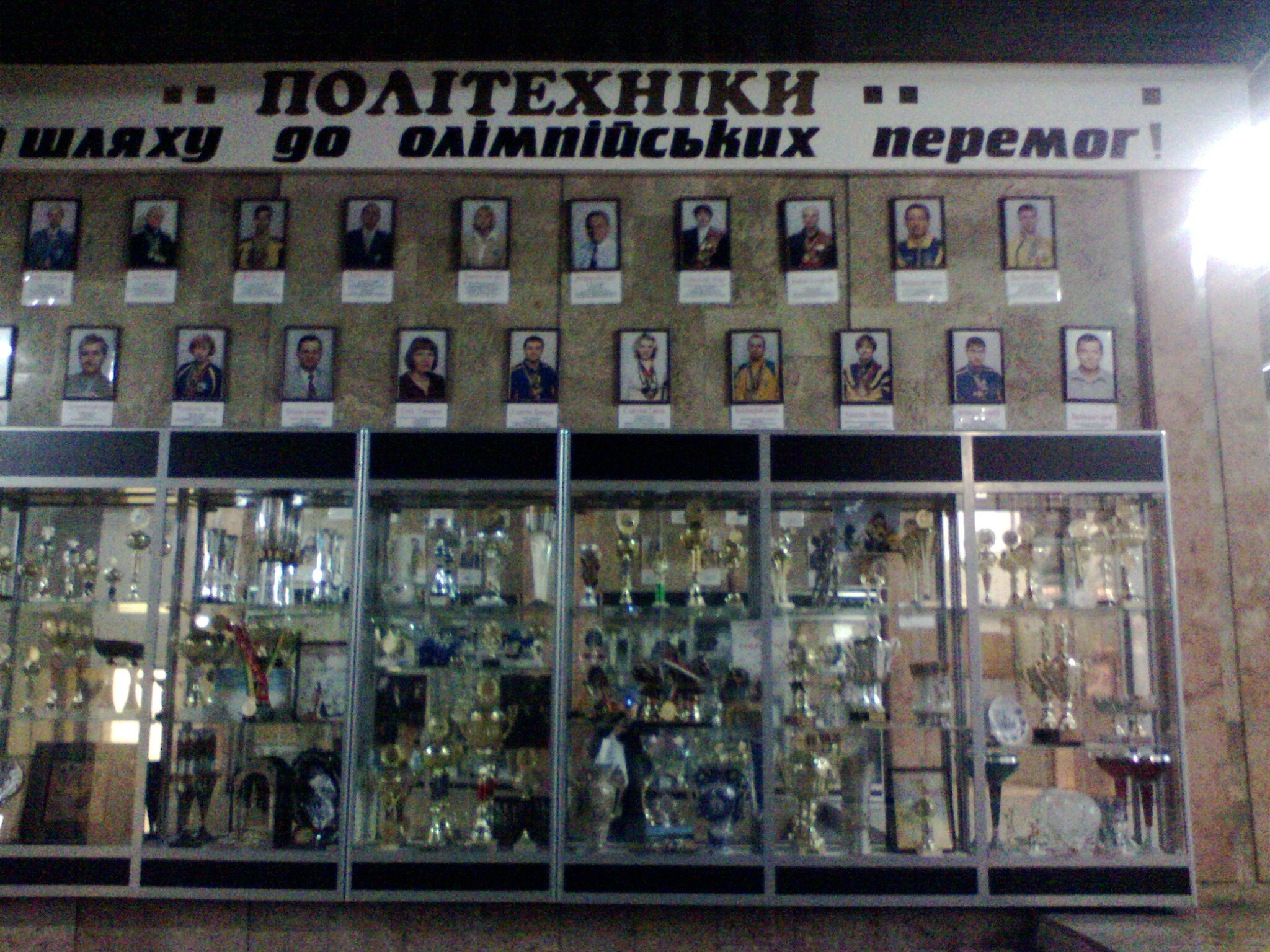
Галерея наград во дворце спорта ХПИ
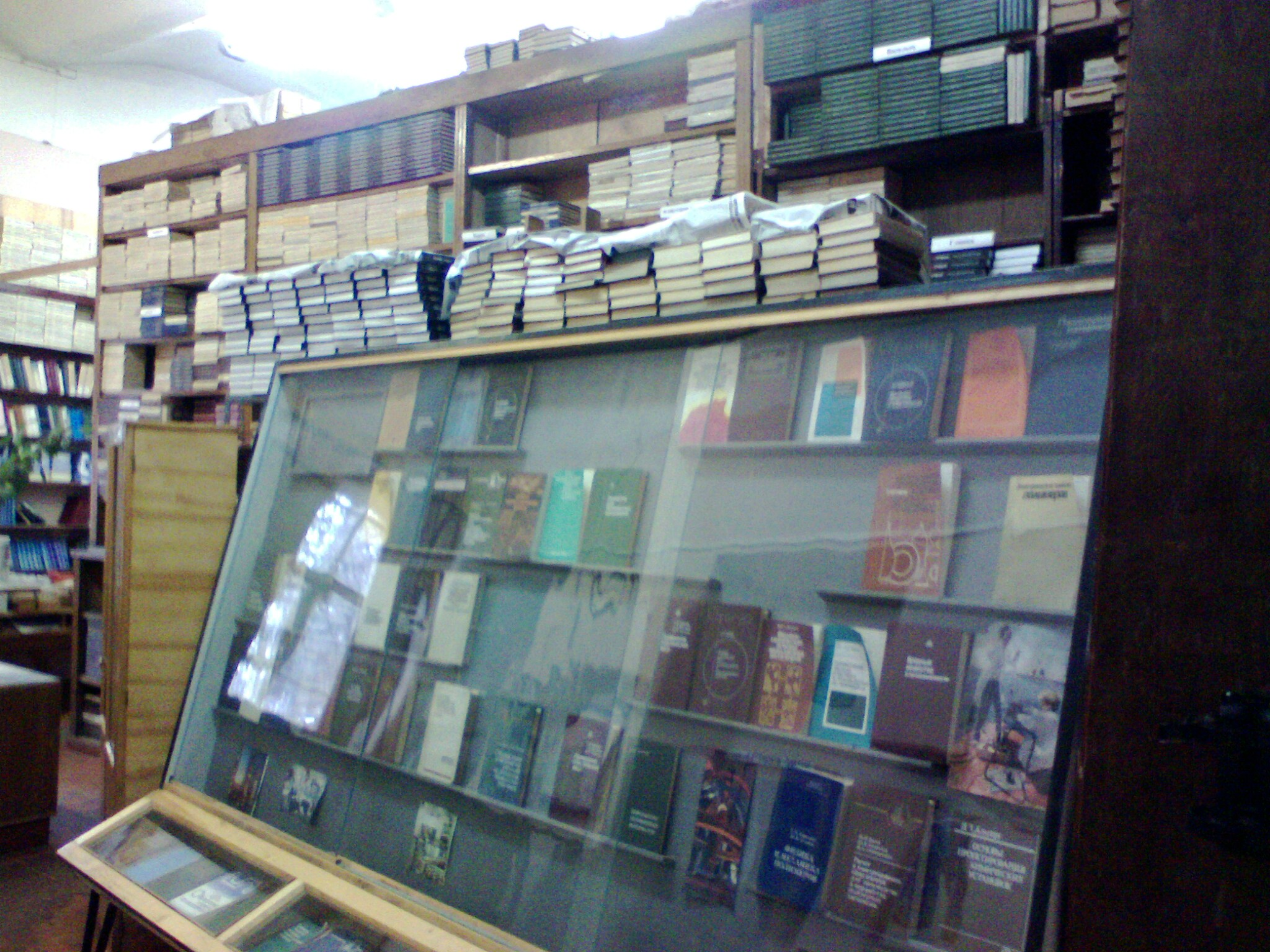
Библиотека в Харьковском политехническом институте.
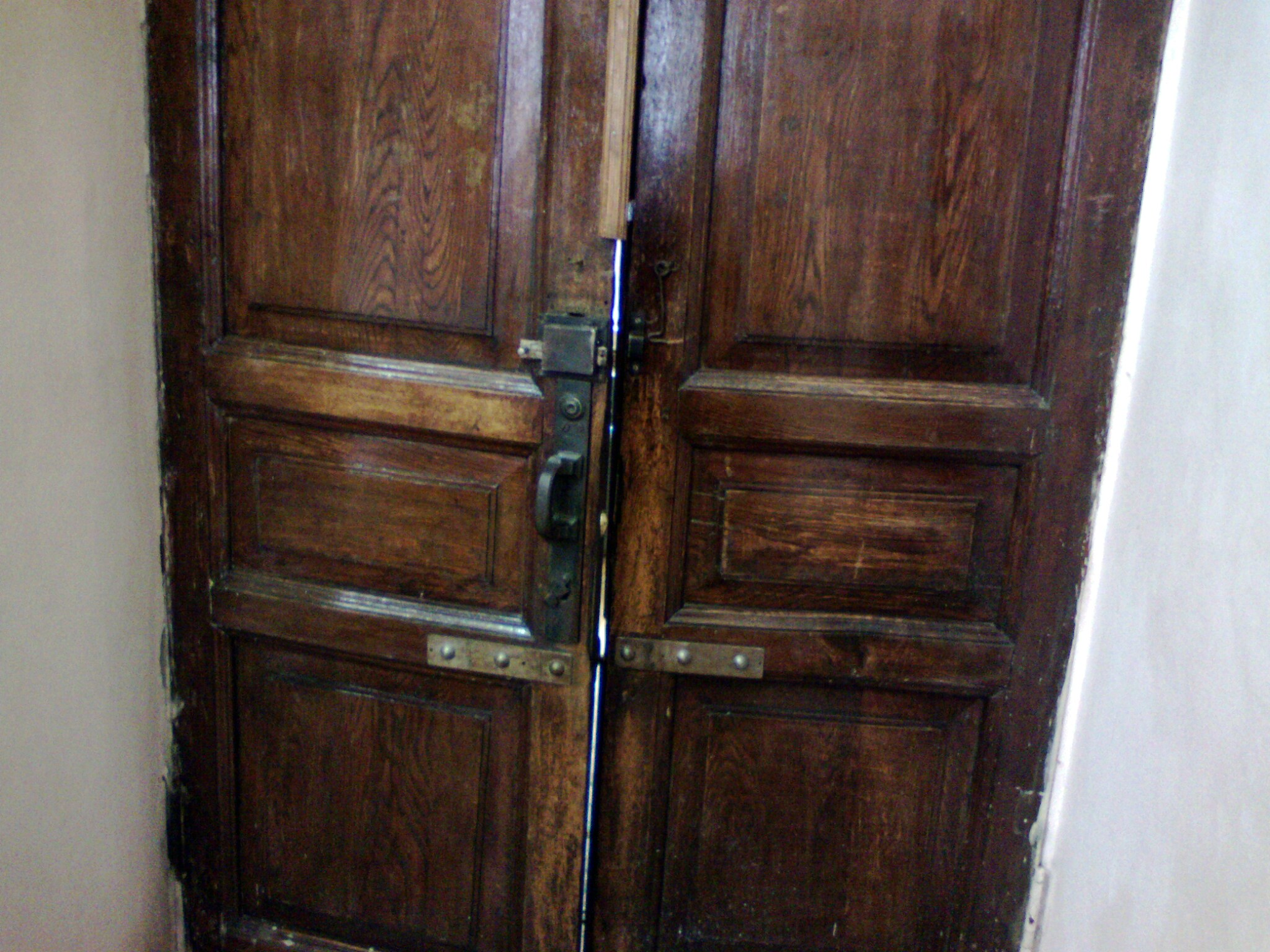
Старая дверь при входе в библиотеку ХПИ.
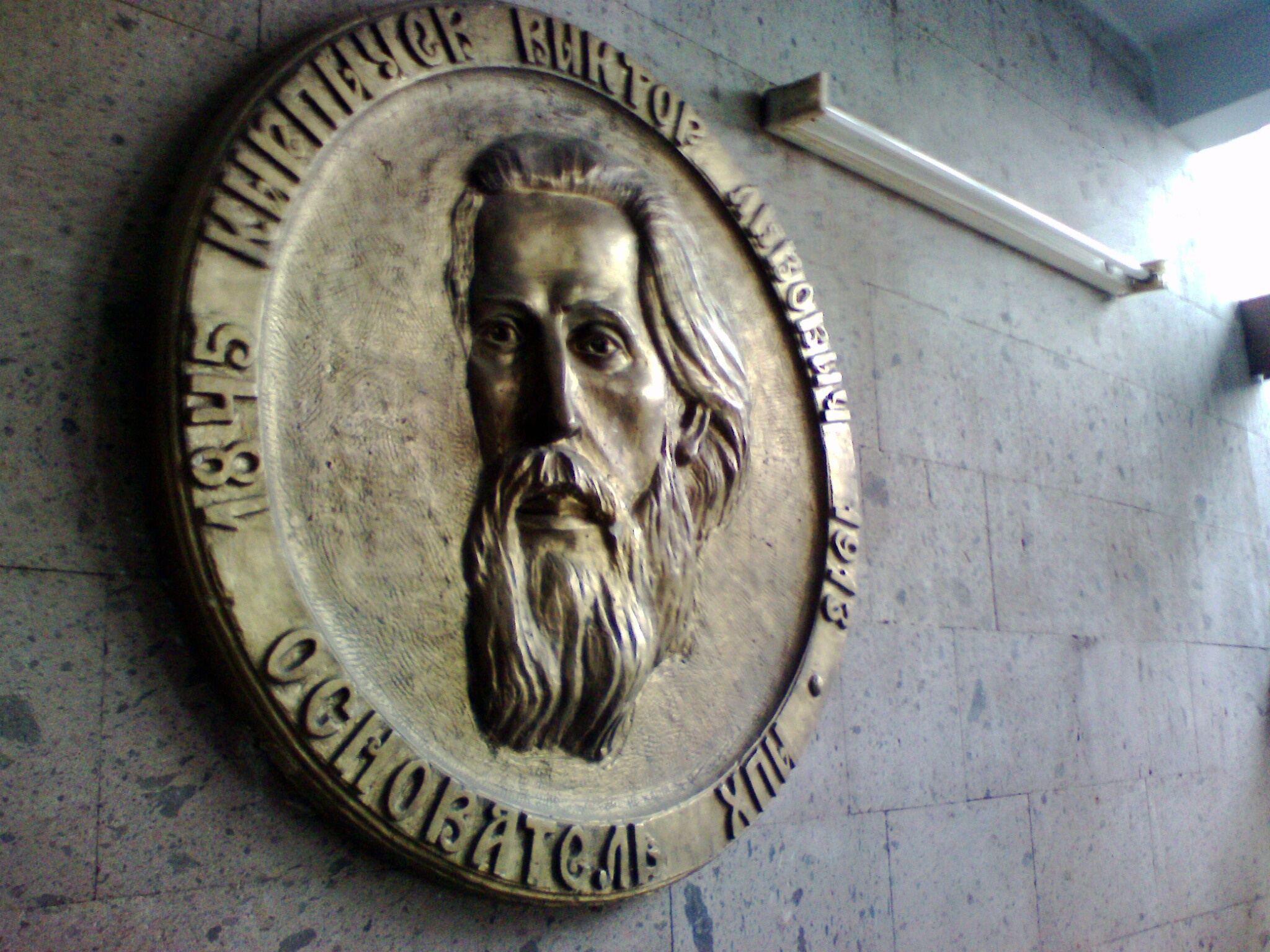
Рельефное панно с изображением В. Л. Кирпичёва, основателя ХПИ. Находится между 2-м и 3-м этажом корпуса У-2.
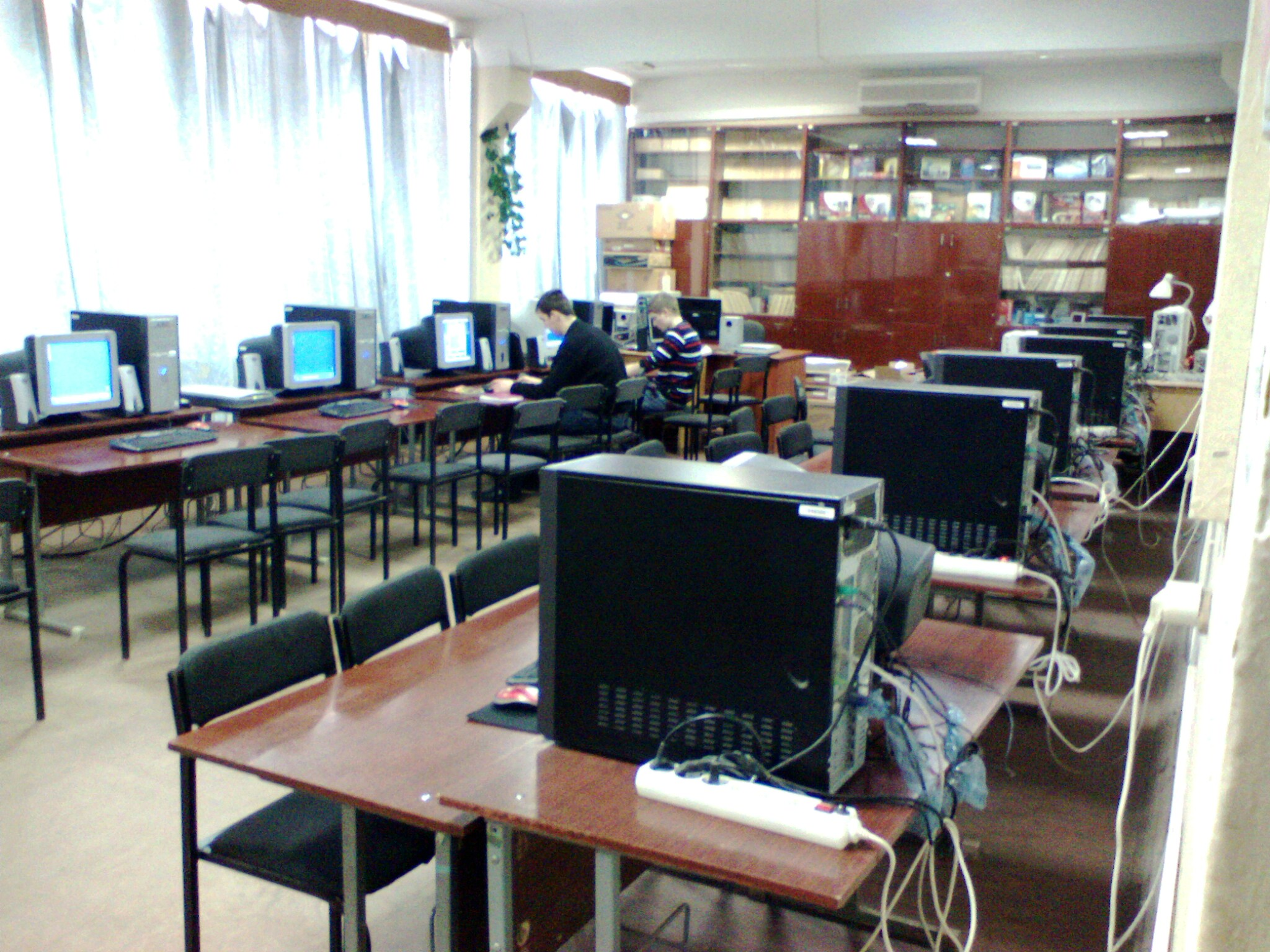
Один из компьютерных классов в радиокорпусе ХПИ.
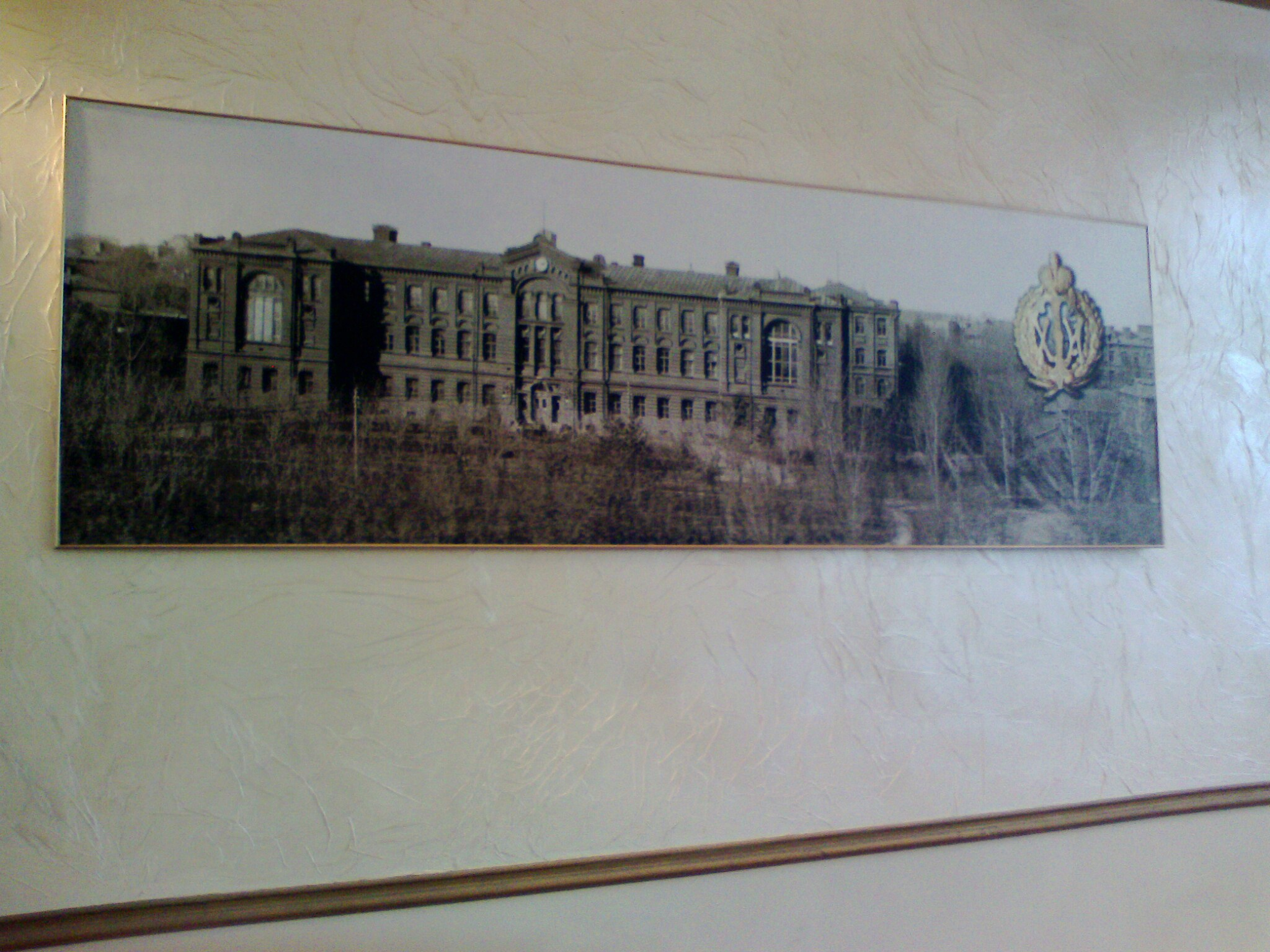
Картина в ГАК, на которой изображён корпус в конце XIX века, в то время принадлежащая Харьковскому технологическому институту.
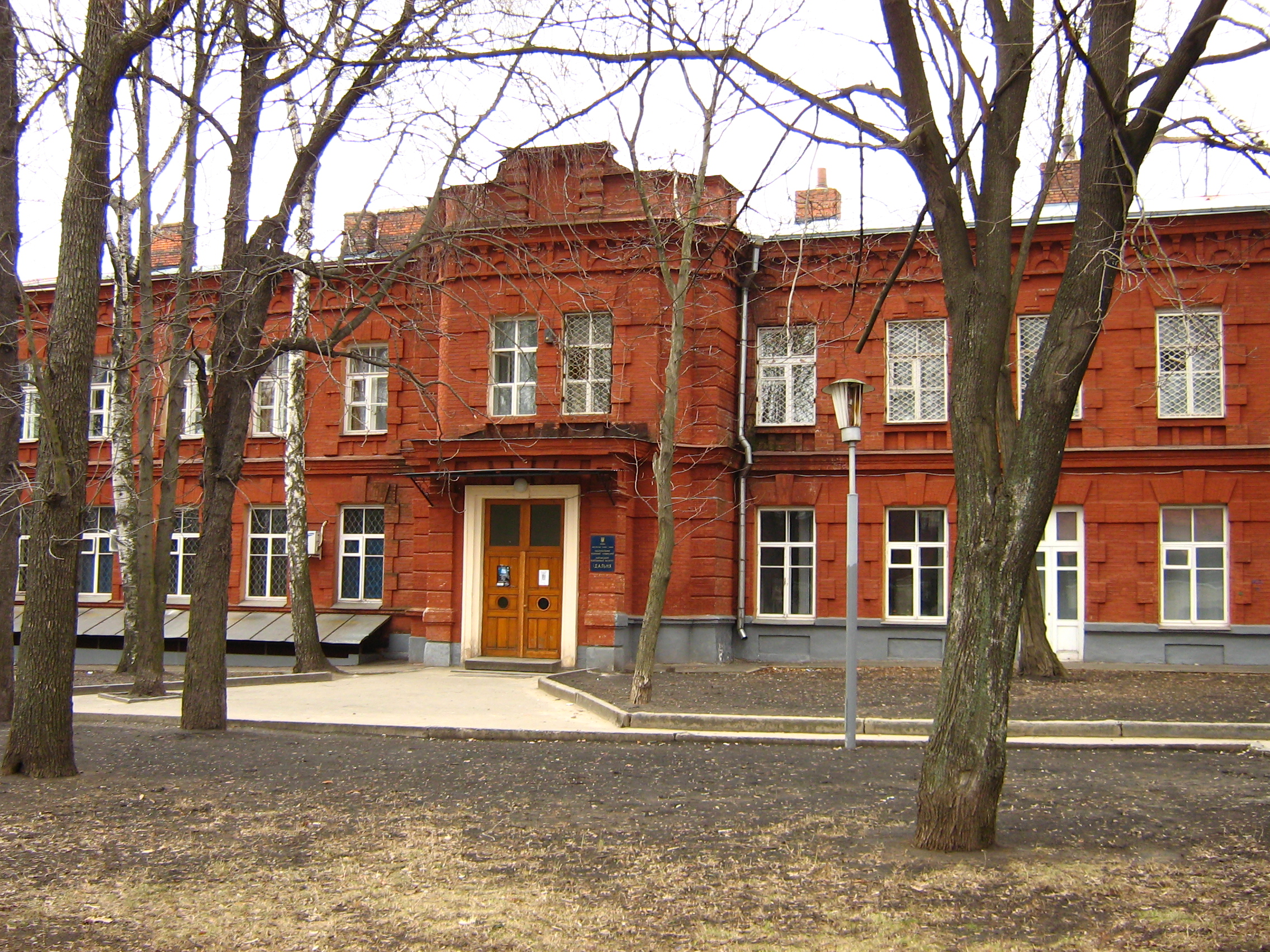
Столовая Харьковского политехнического института. Располагается вблизи корпуса У-2. Архитектор — В. В. Хрусталев.